# Castelul Wesselényi din Obreja

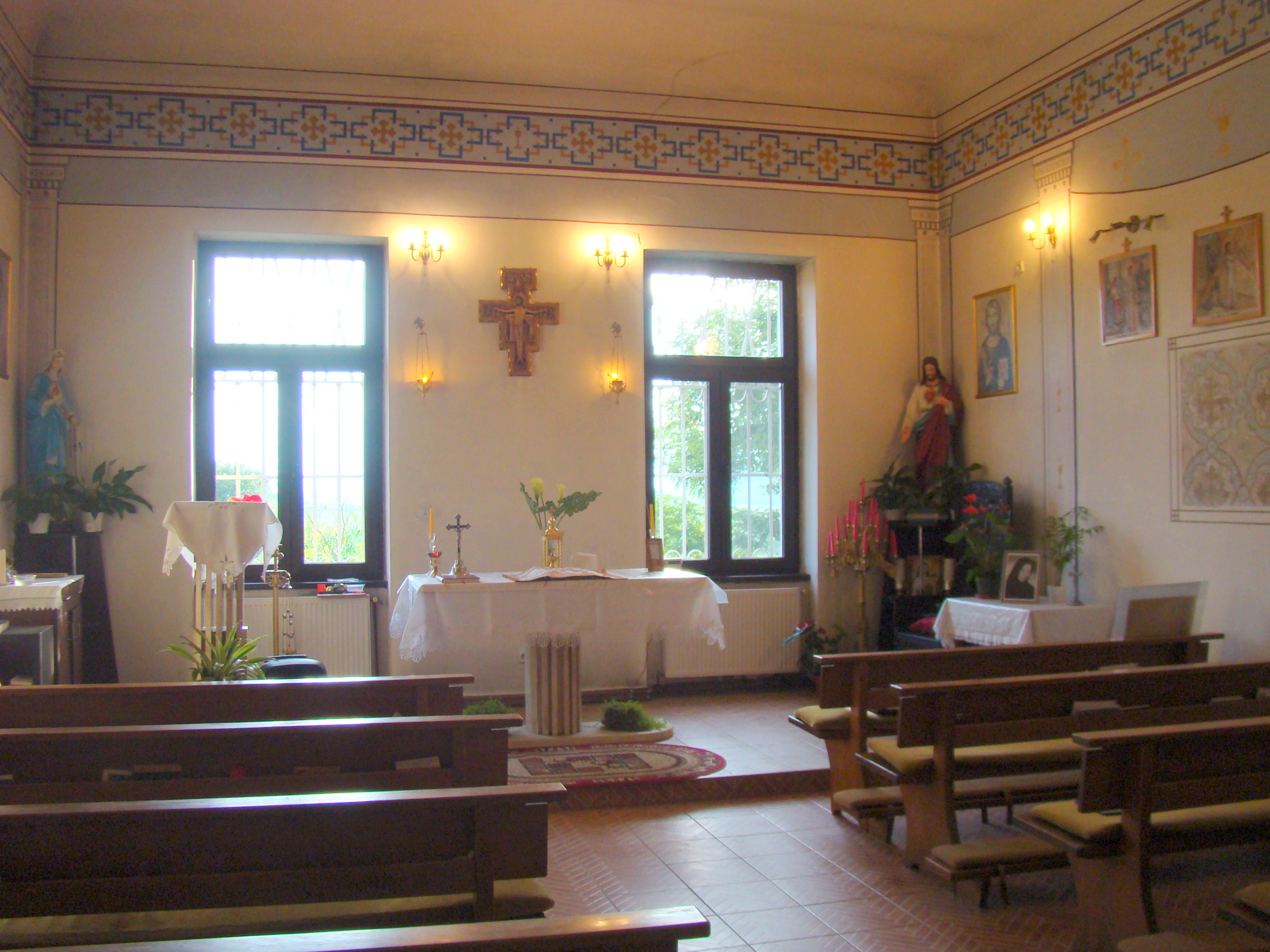
Capela Misiunii Divine

Castelul Wesselényi din Obreja este un ansamblu de monumente istorice aflat pe teritoriul satului Obreja, comuna Mihalț. În Repertoriul Arheologic Național, monumentul apare cu codul 5737.02.
Ansamblul este format din următoarele monumente:
- Castelul Wesselenyi (cod LMI AB-II-m-B-00256.01)
- Grânar (cod LMI AB-II-m-B-00256.02)

## Istoric
Contele Miklós Wesselényi a început construcția castelului în anul 1778. Biserica Română Unită cu Roma a cumpărat castelul în anul 1916. După primul război mondial mitropolitul Vasile Suciu a înființat aici o mănăstire cu orfelinat pentru fetele rămase fără părinți în urma războiului, orfelinat dat în grija Congregației Surorilor Maicii Domnului.
La 10 septembrie 1948 călugărițele greco-catolice de la mănăstirea din Obreja au fost deportate de autoritățile comuniste la Mănăstirea Bistrița (județul Vâlcea), iar clădirea a fost naționalizată. Maica stareță, Maria Sofia Mureșan (1910-2003), a fost dusă de asemenea Mănăstirea Bistrița-Vâlcea, de unde a fost ridicată și închisă în mai multe închisori.
În anul 2005 edificiul de la Obreja a fost restituit Bisericii Române Unite cu Roma.

## Imagini din exterior

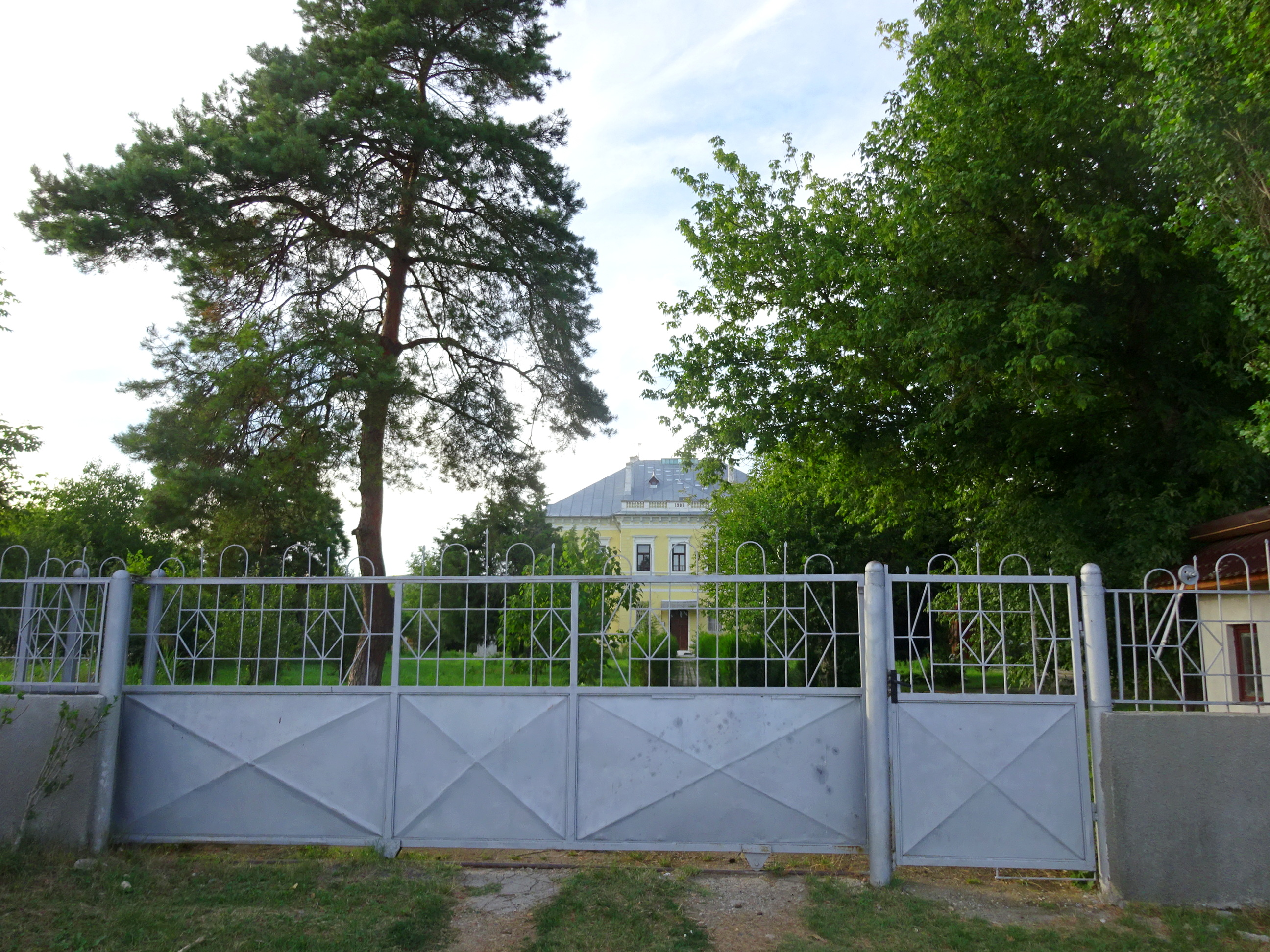
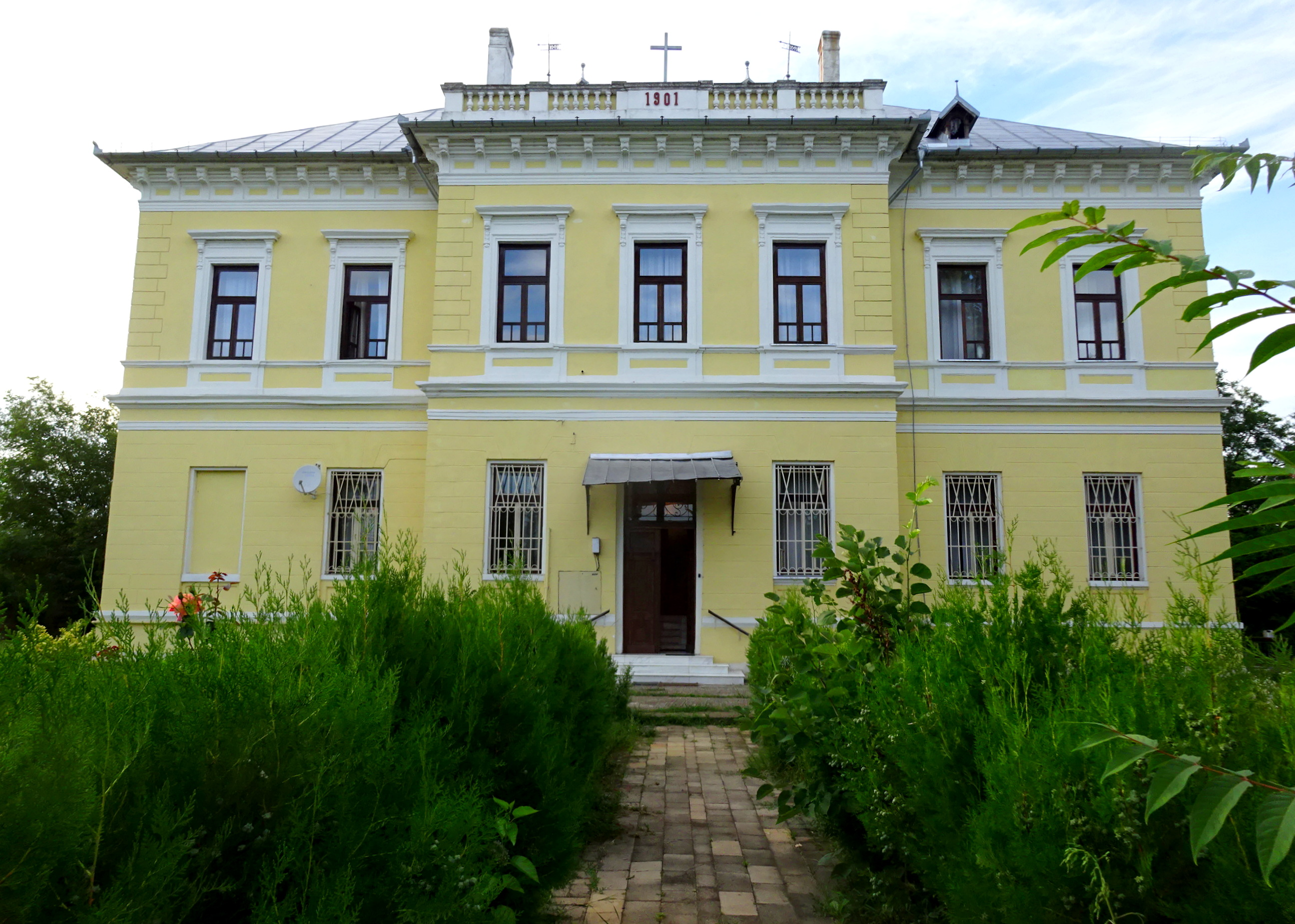
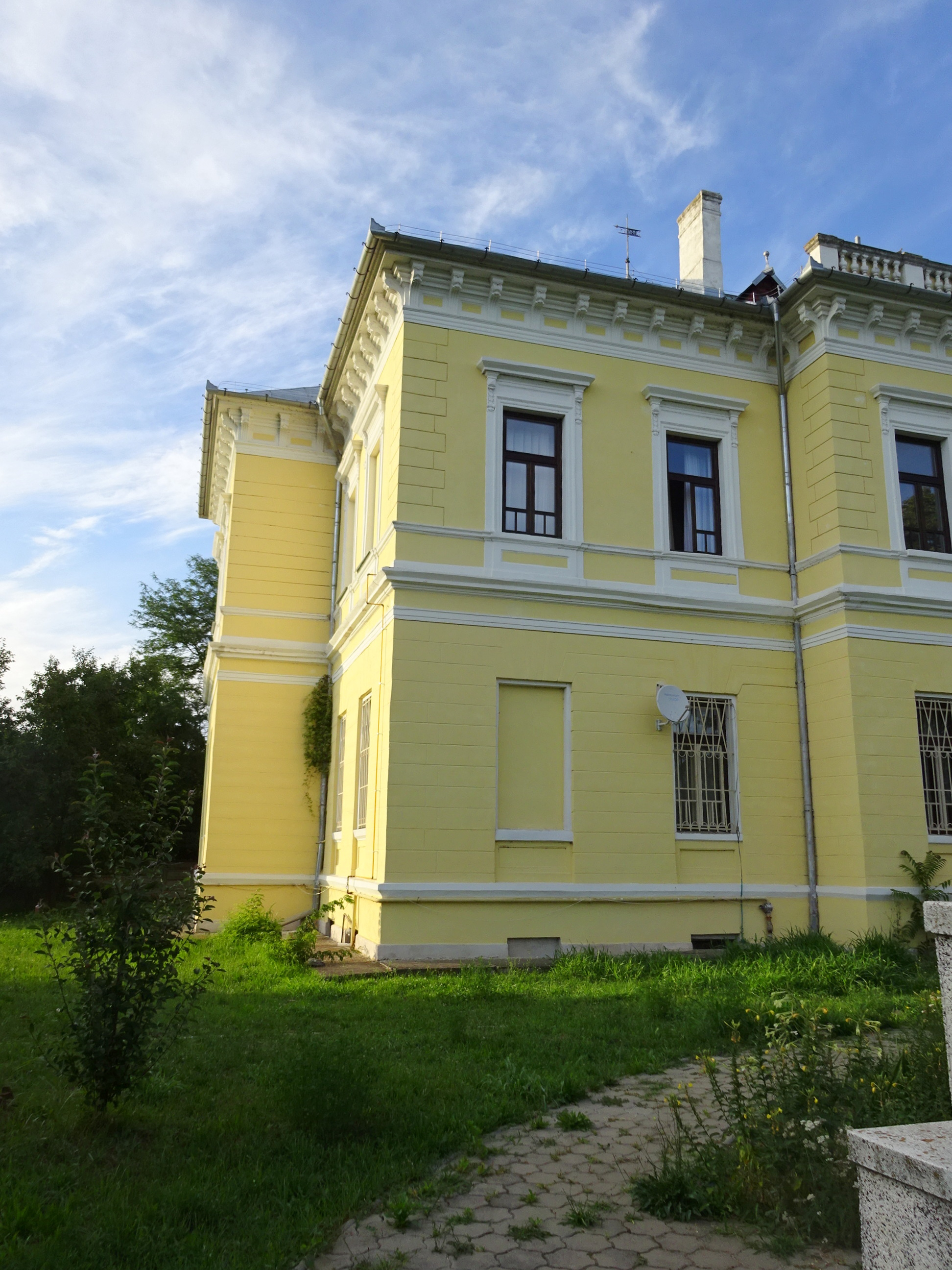
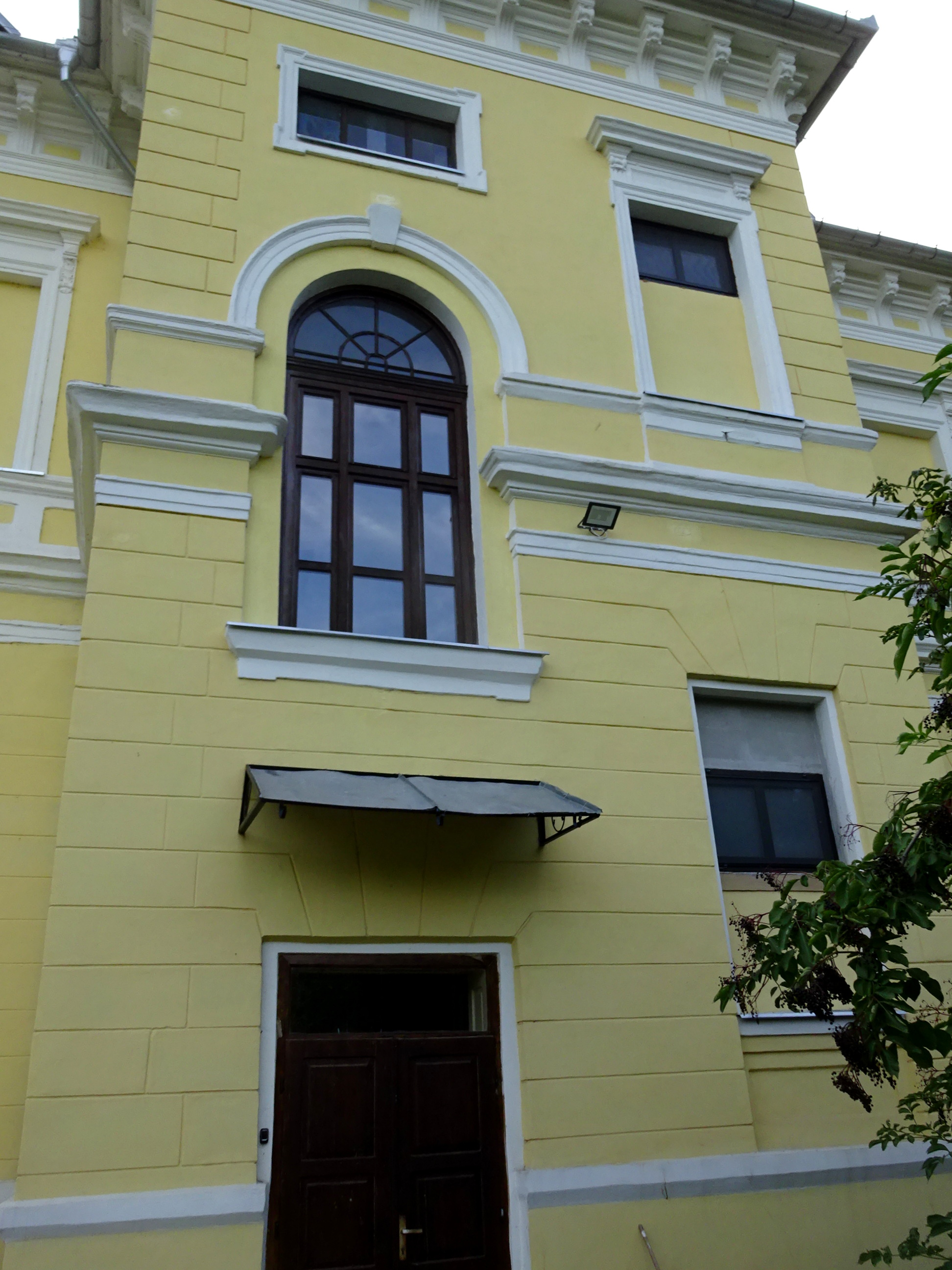
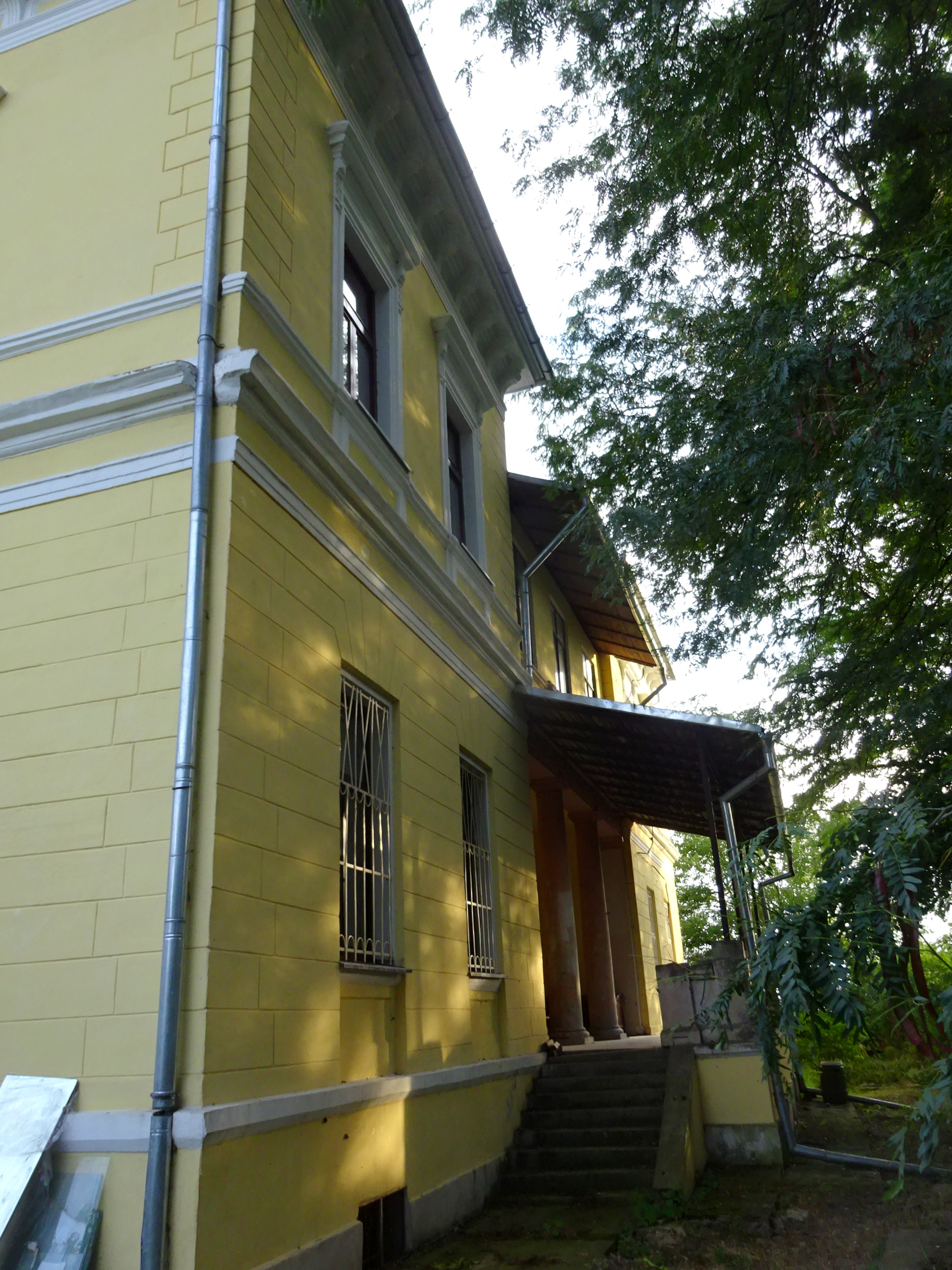
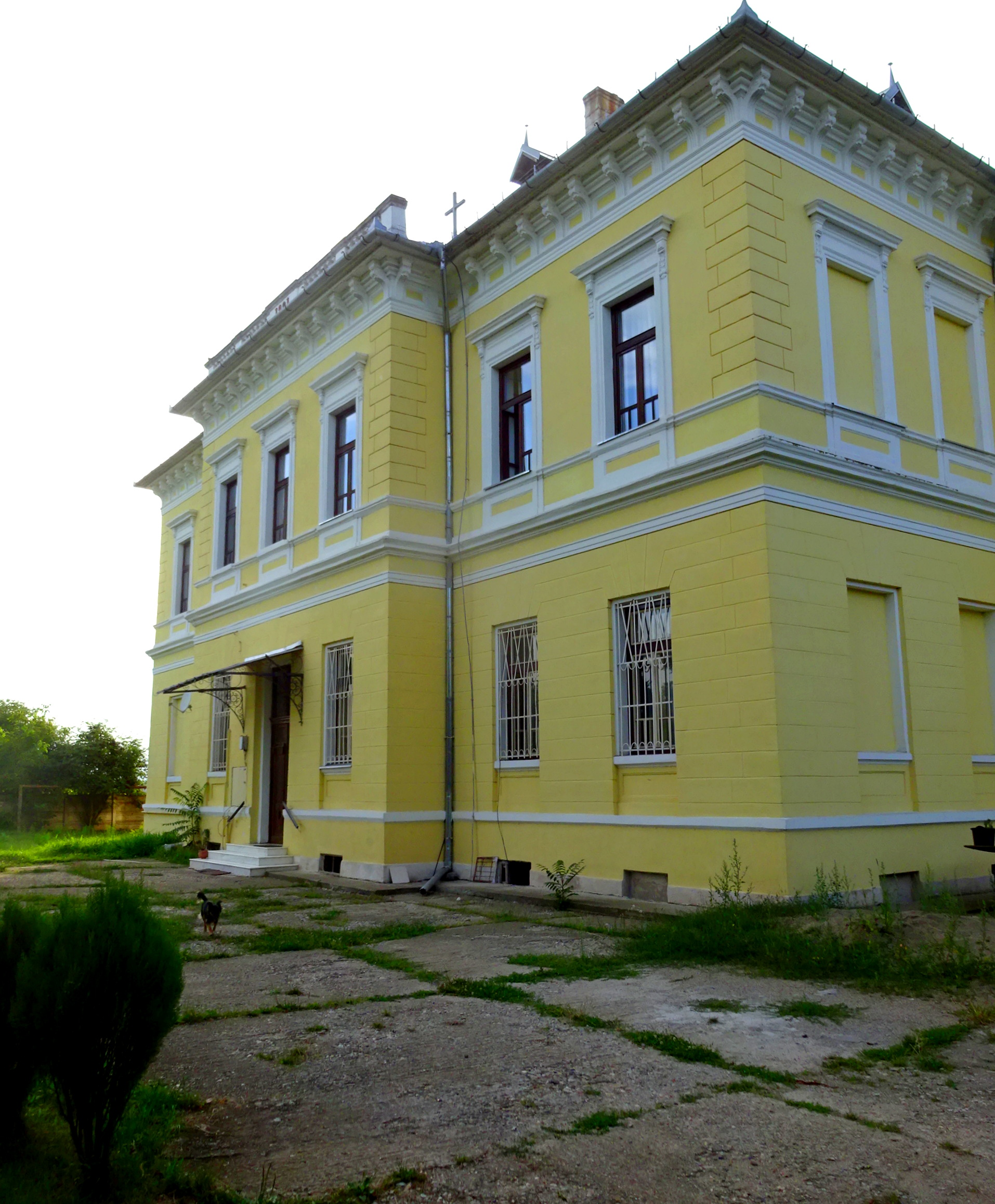
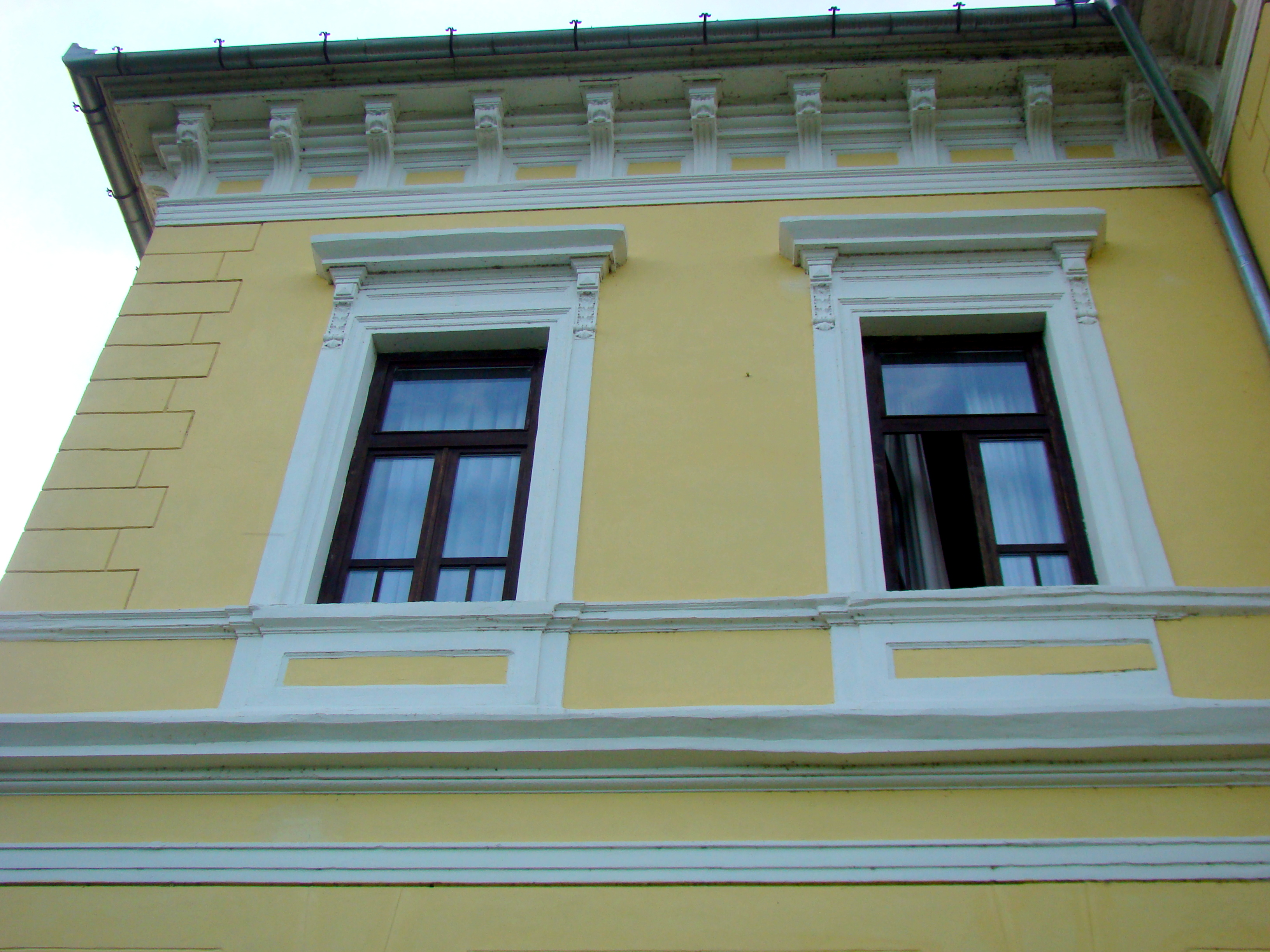
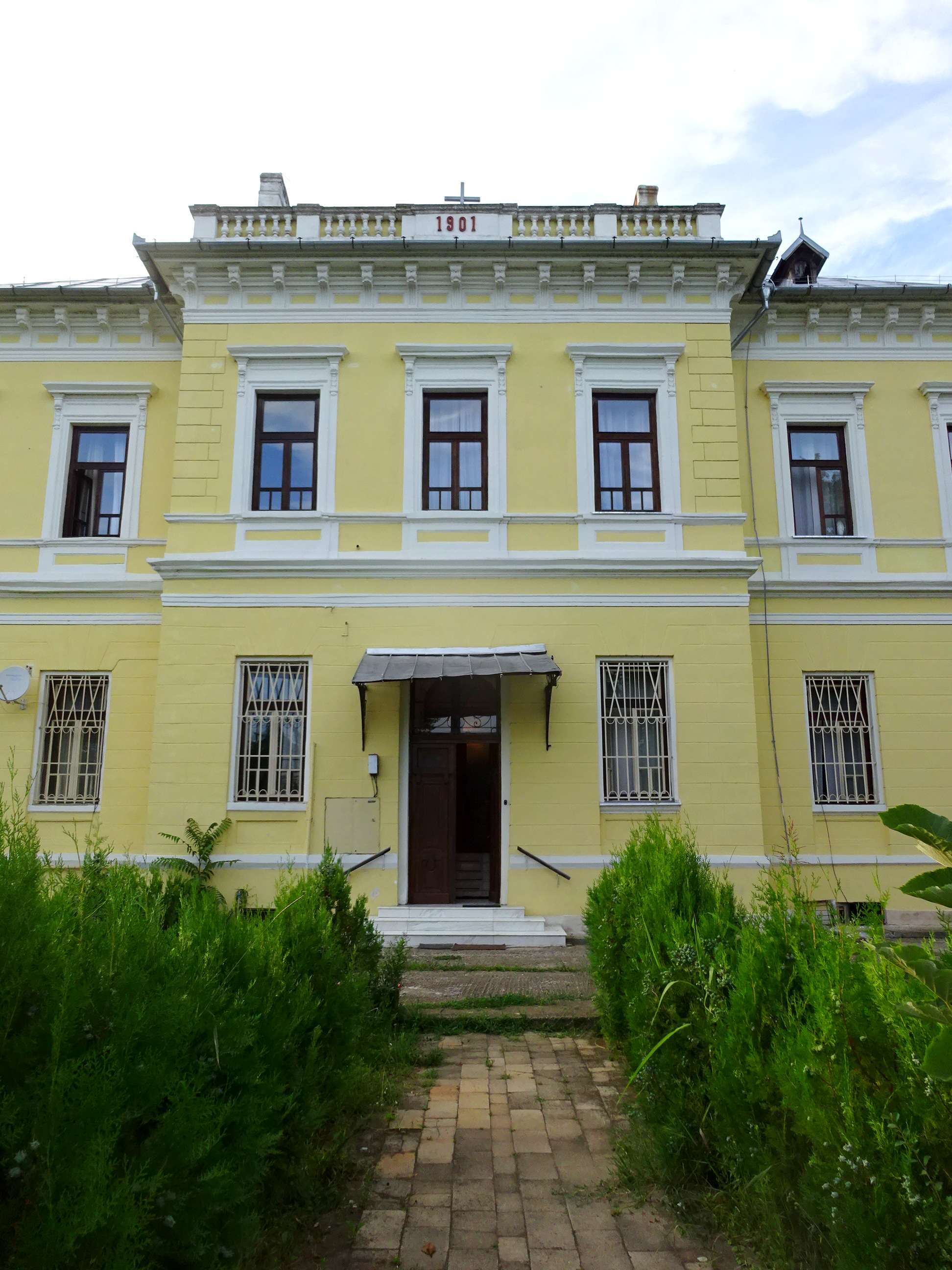
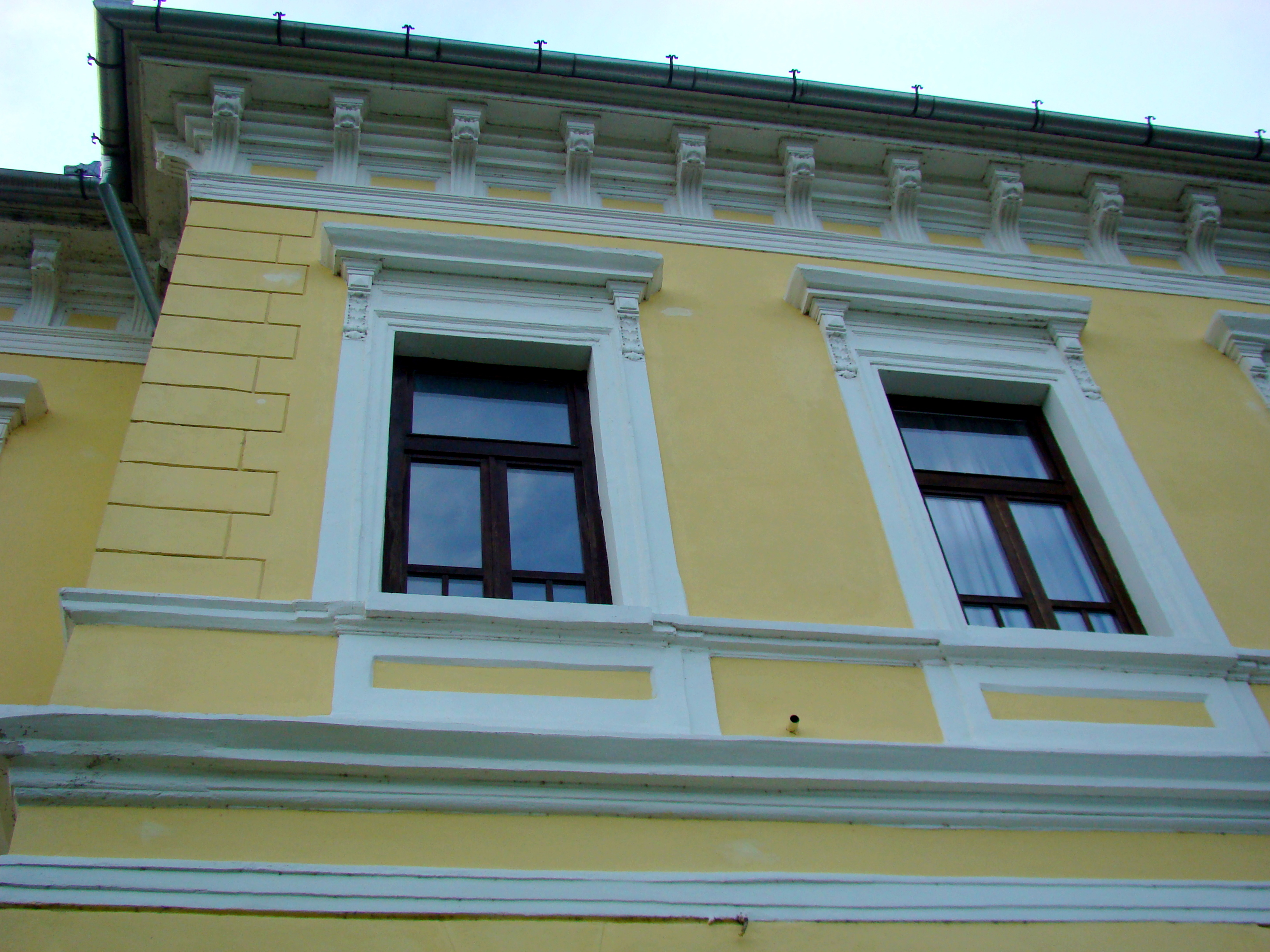
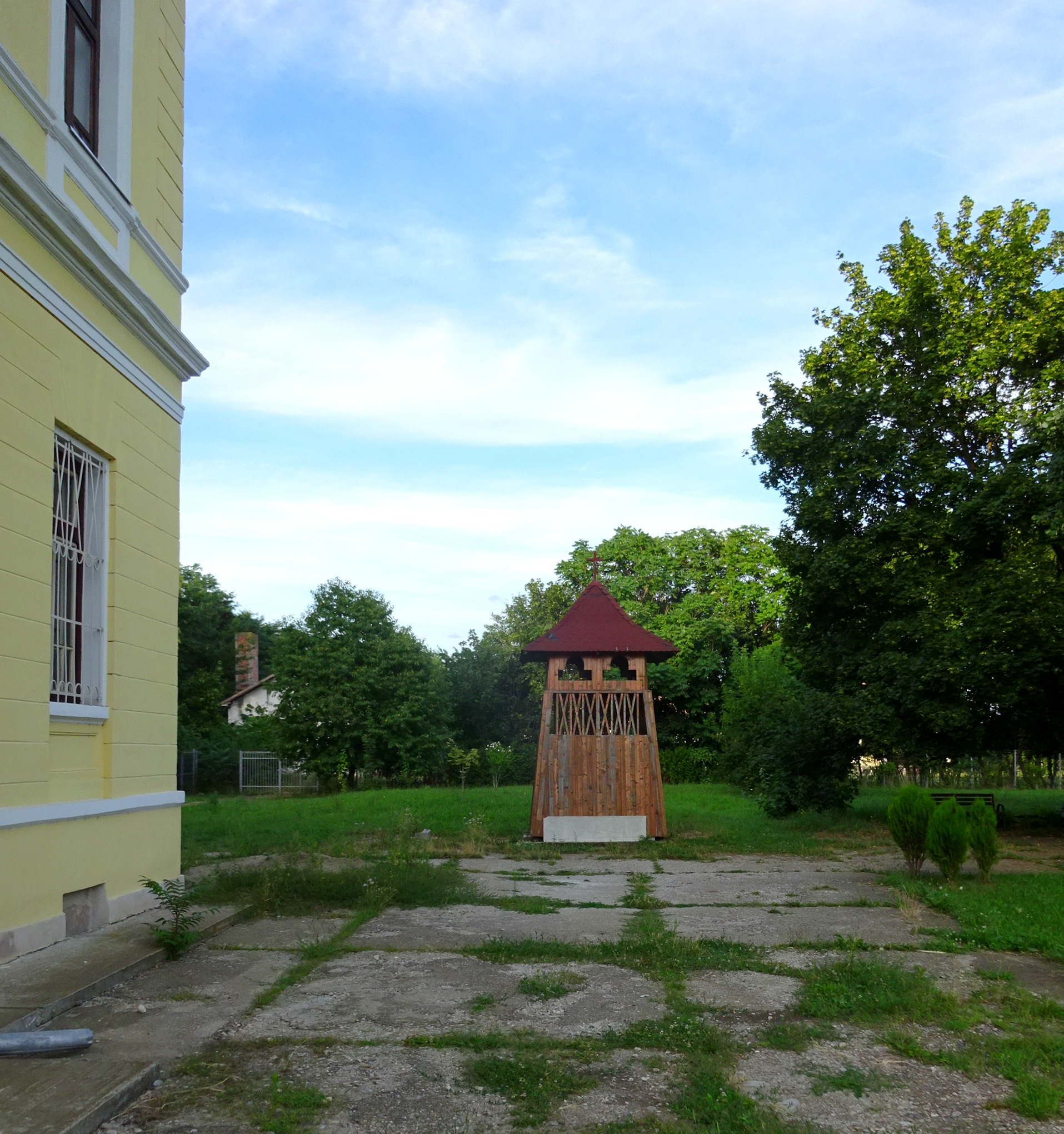
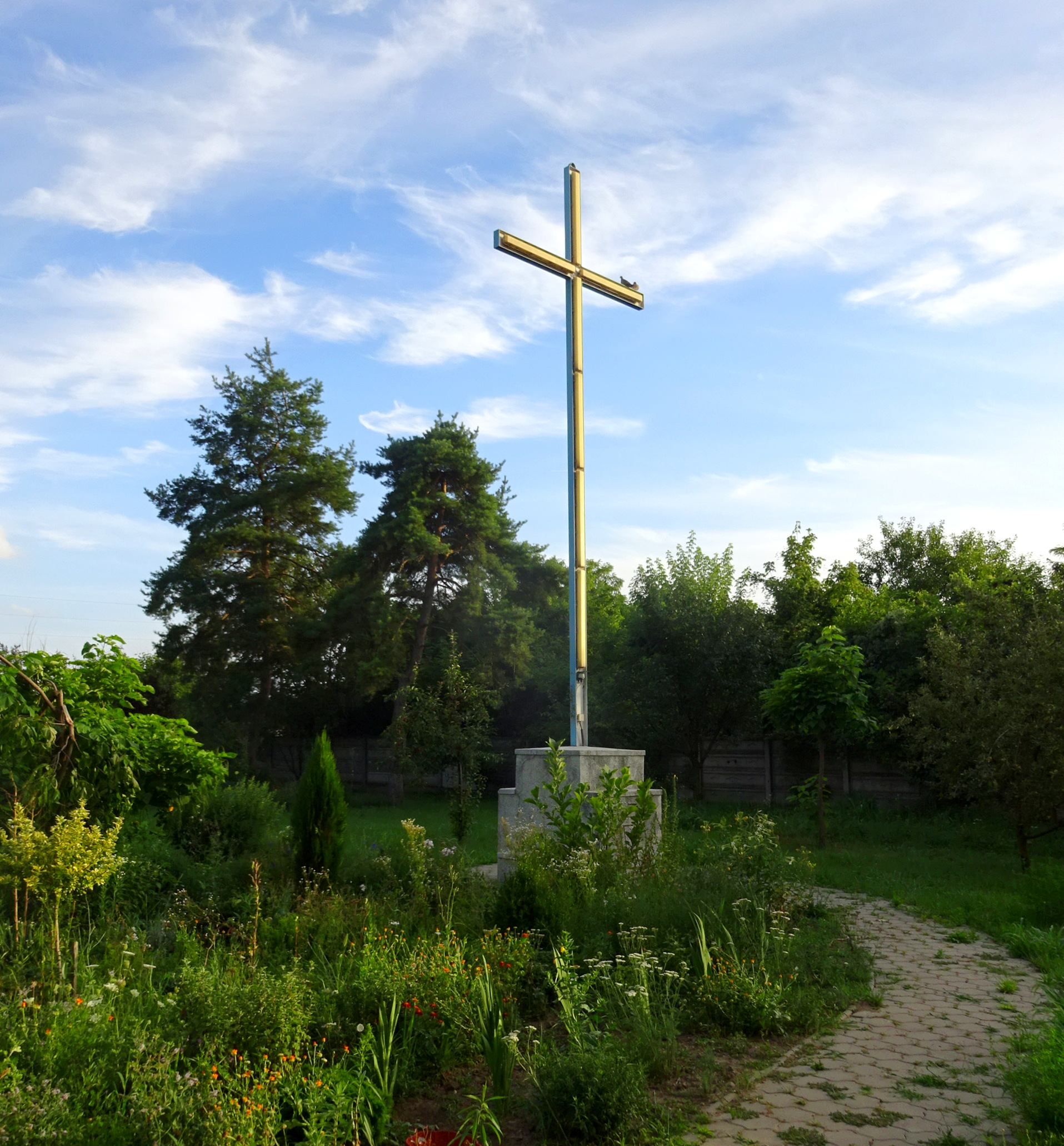
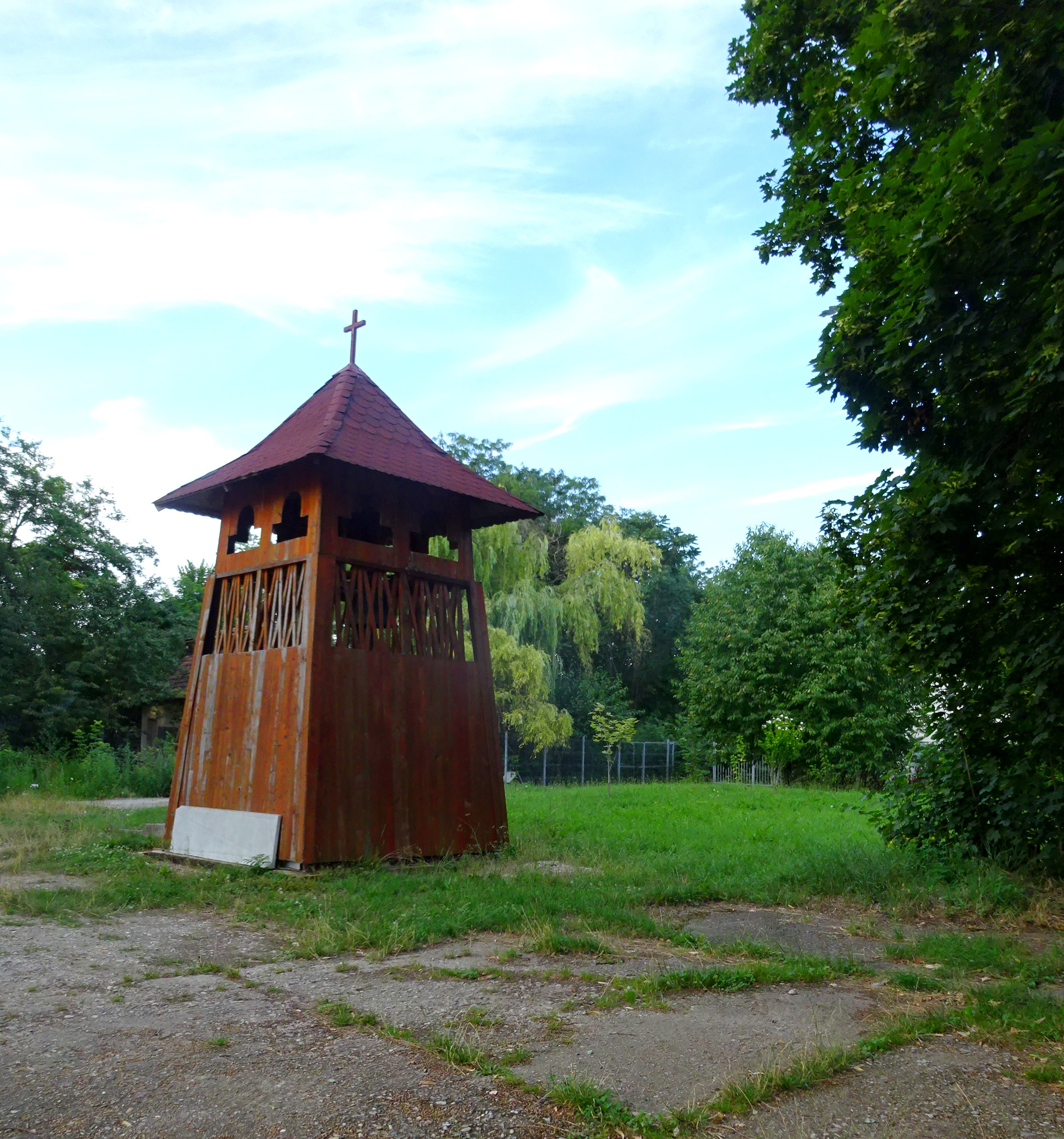
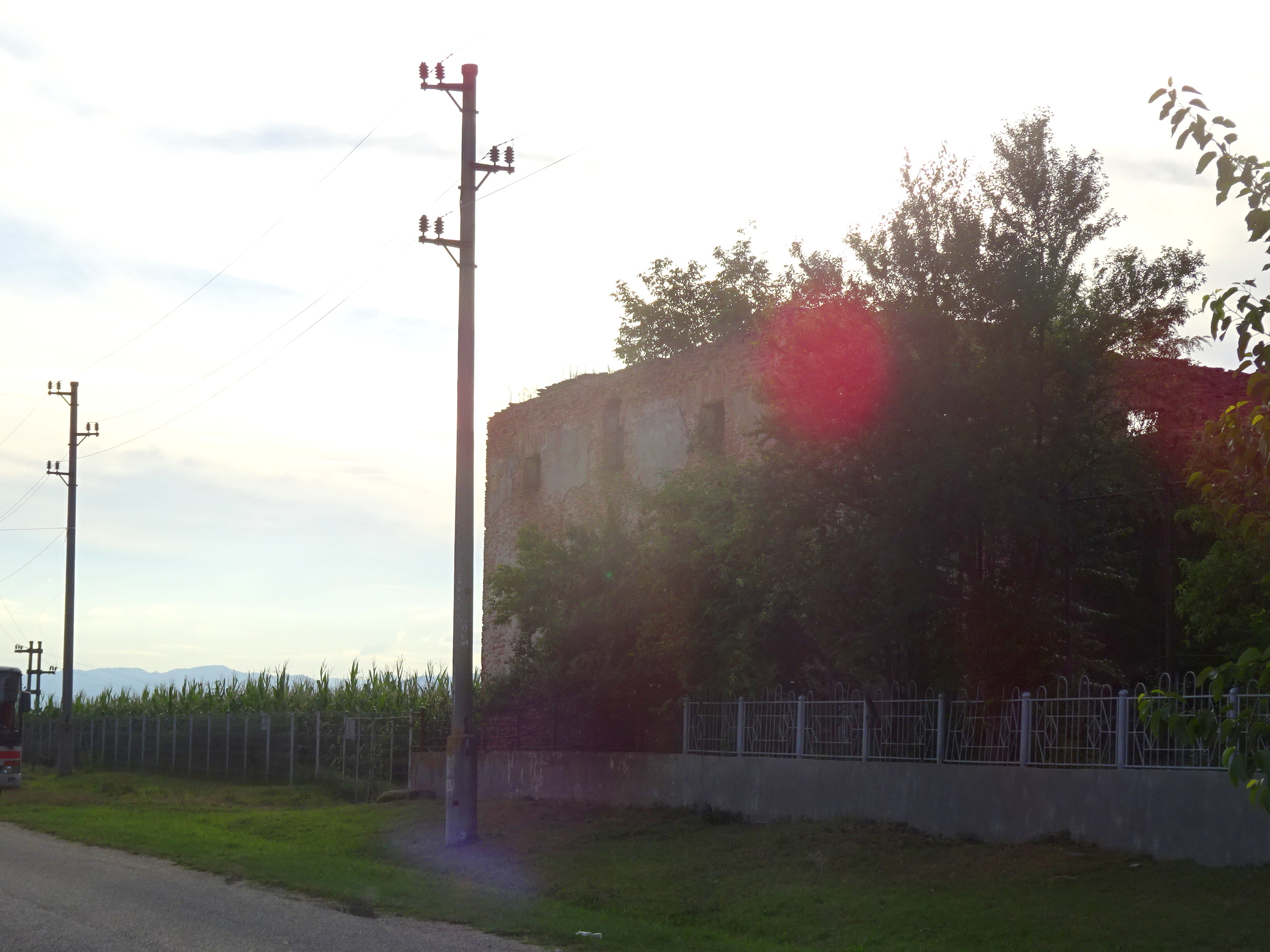
Fostul grânar, sec. XVIII, în stare de ruină
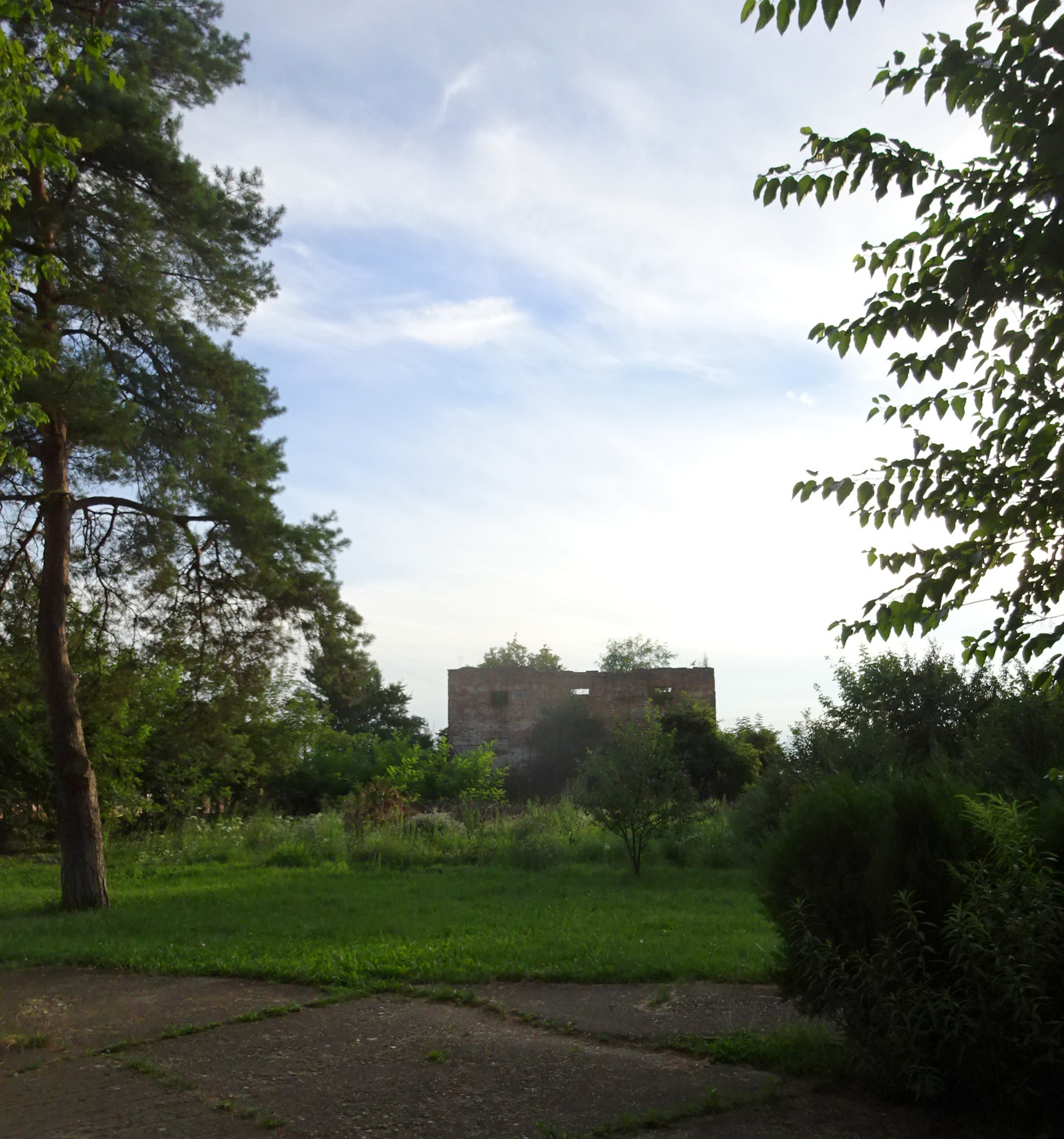
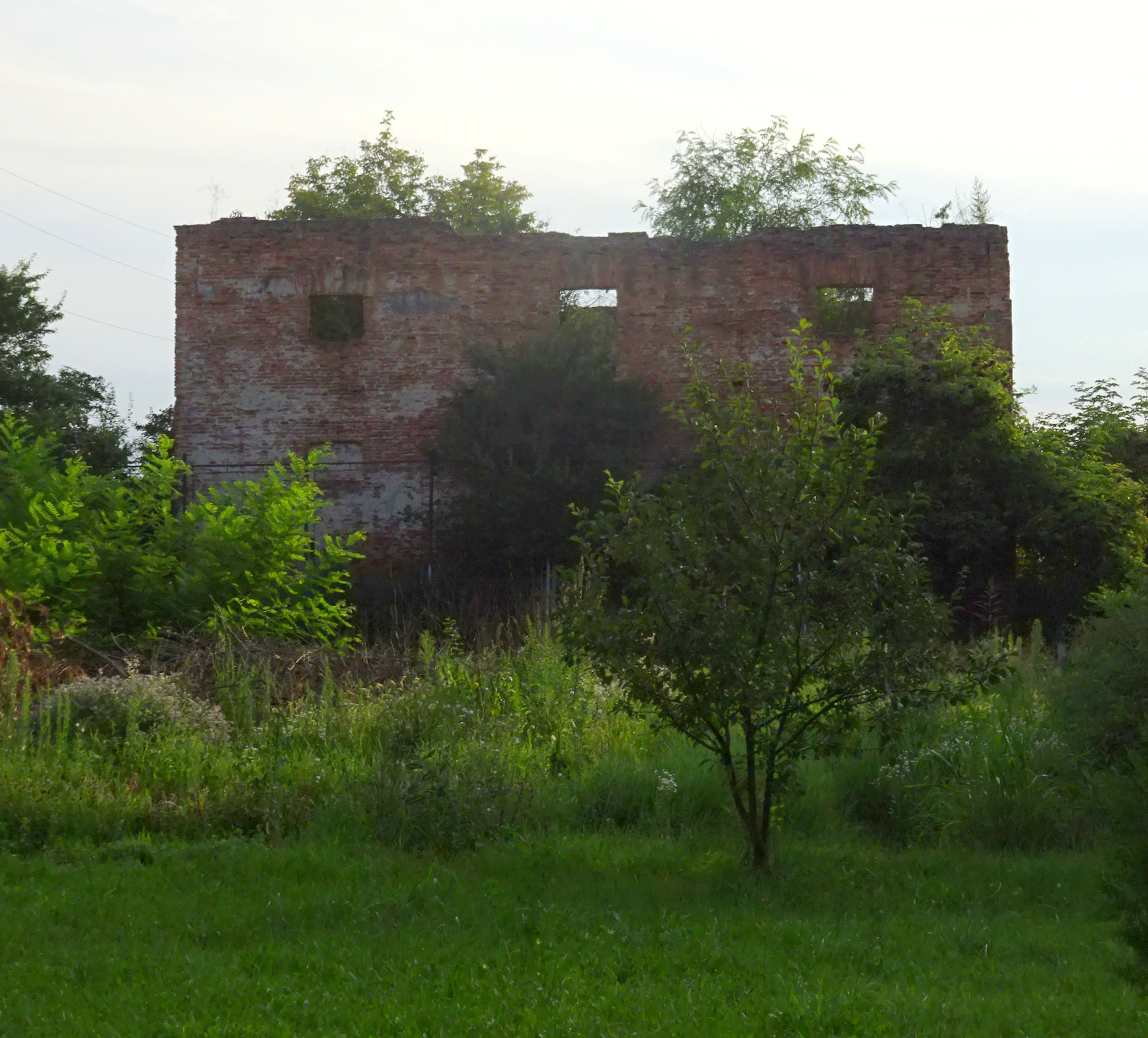
Fostul grânar, sec. XVIII, în stare de ruină
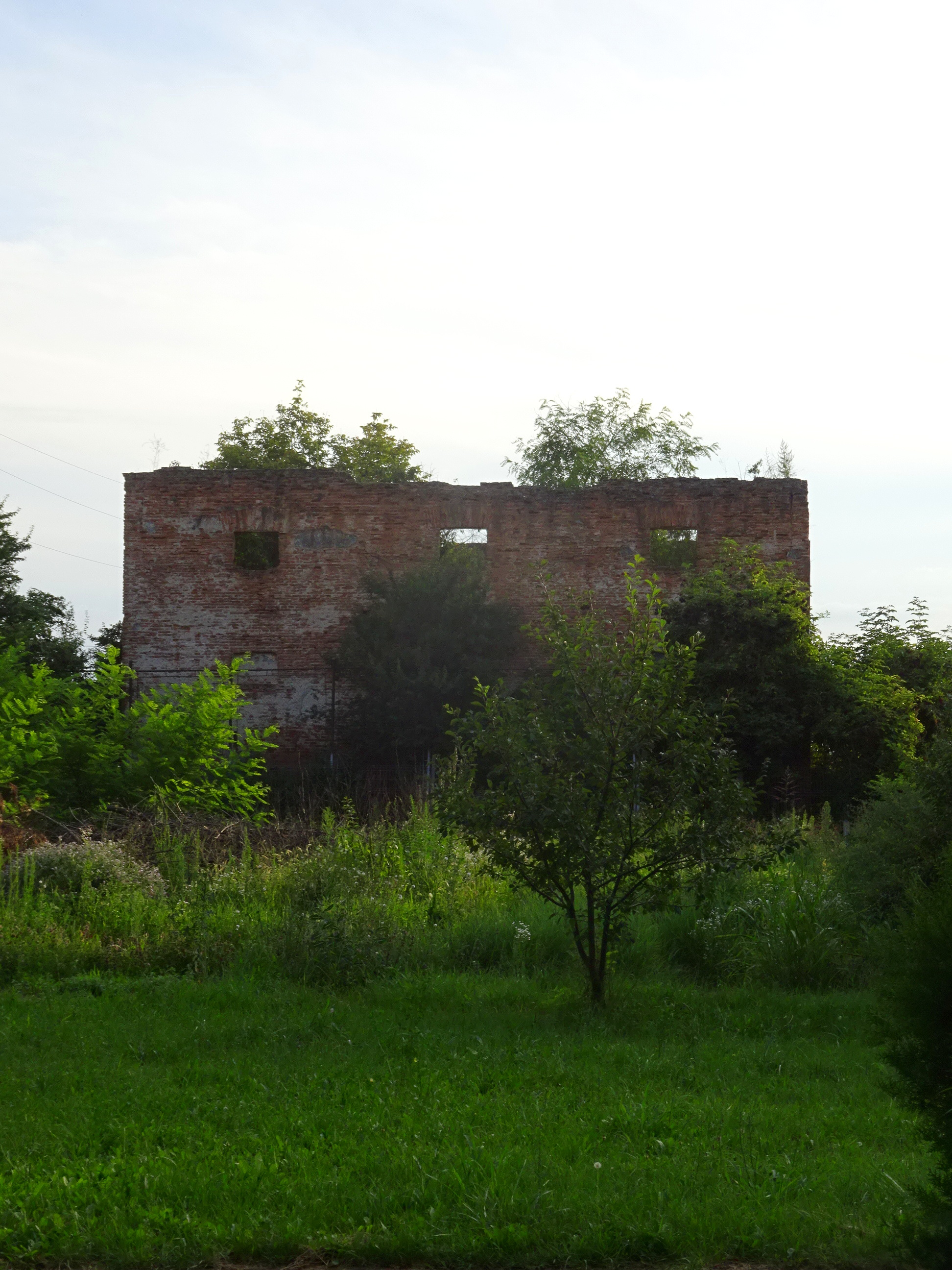
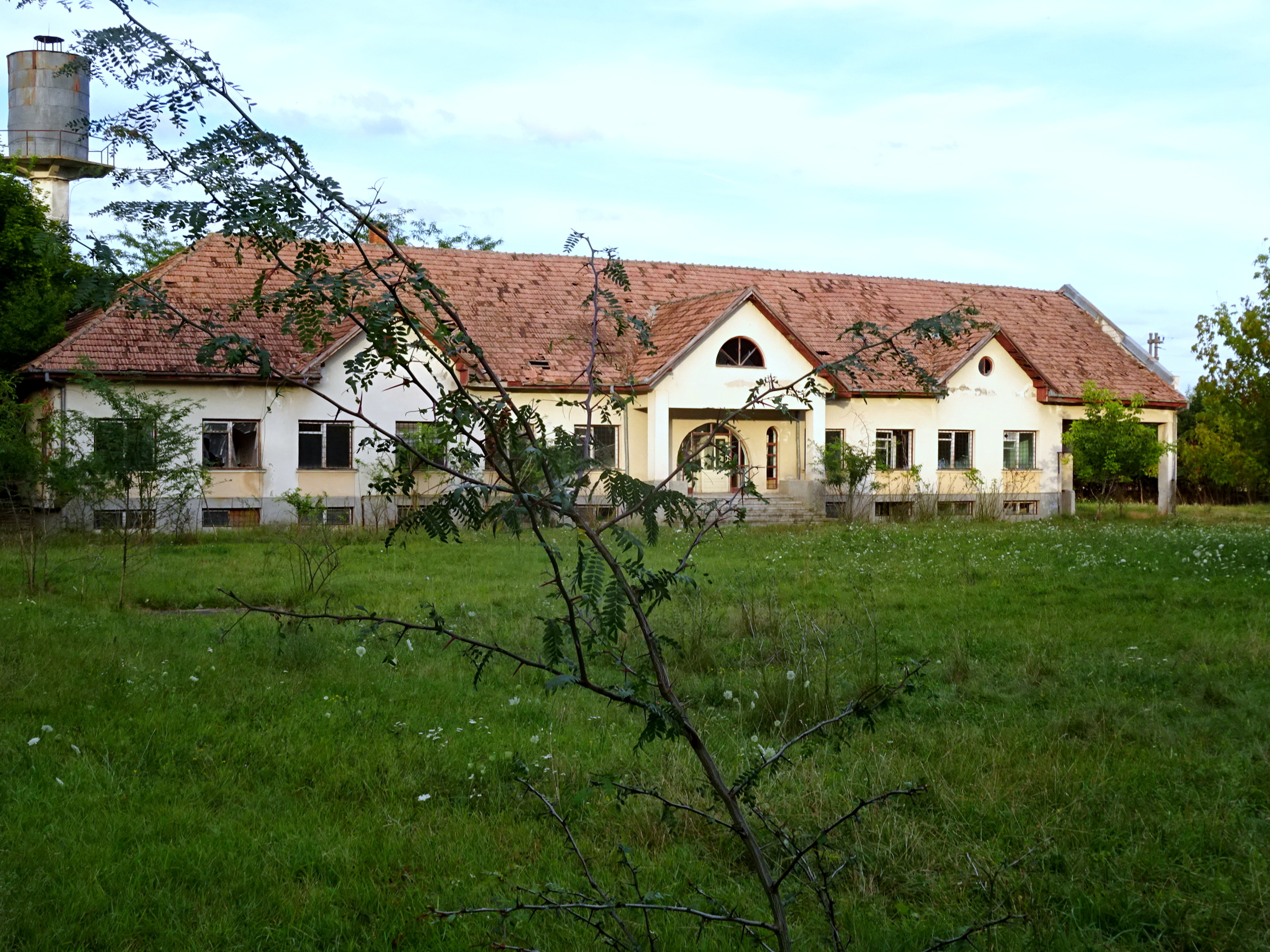
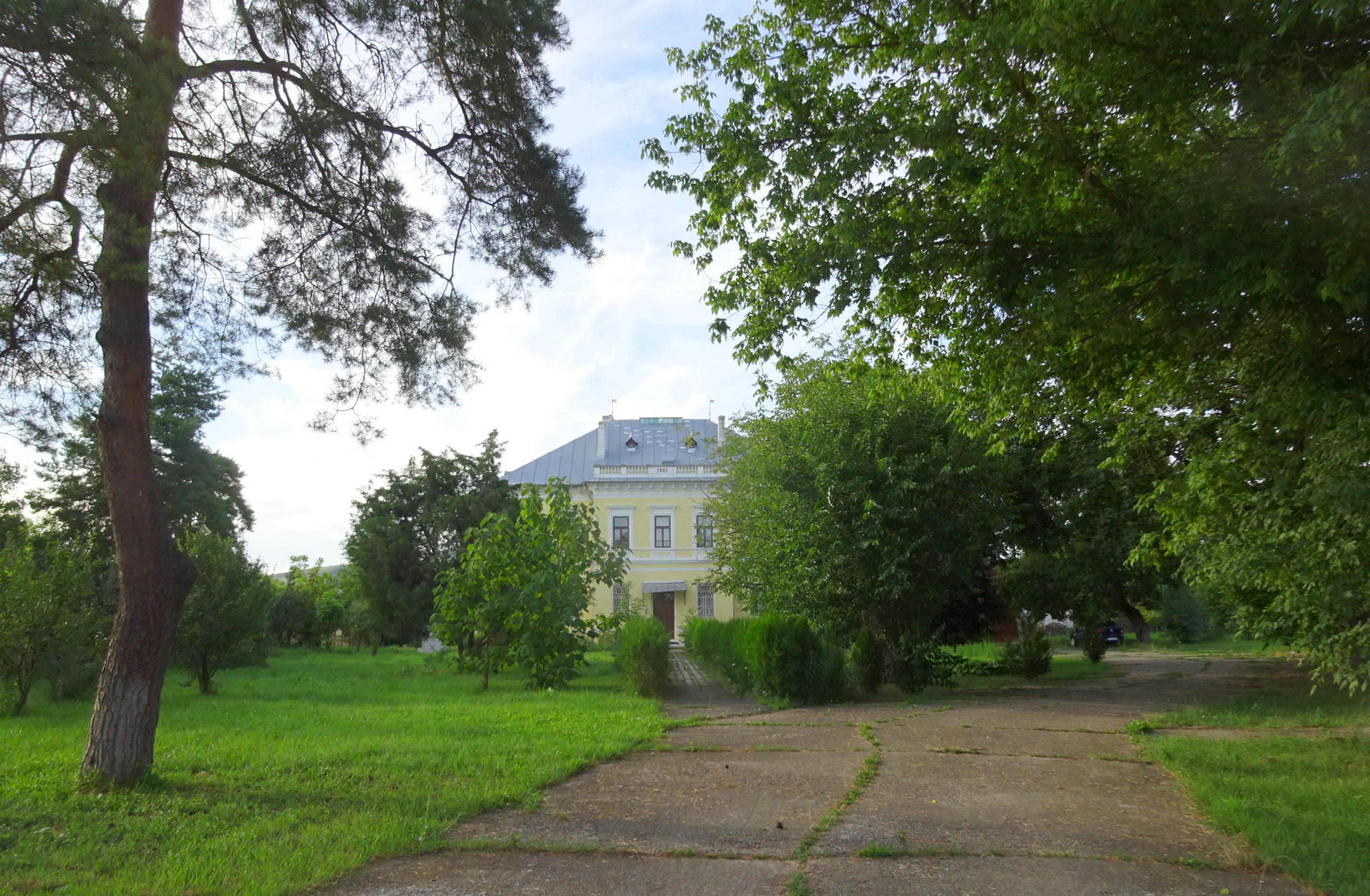
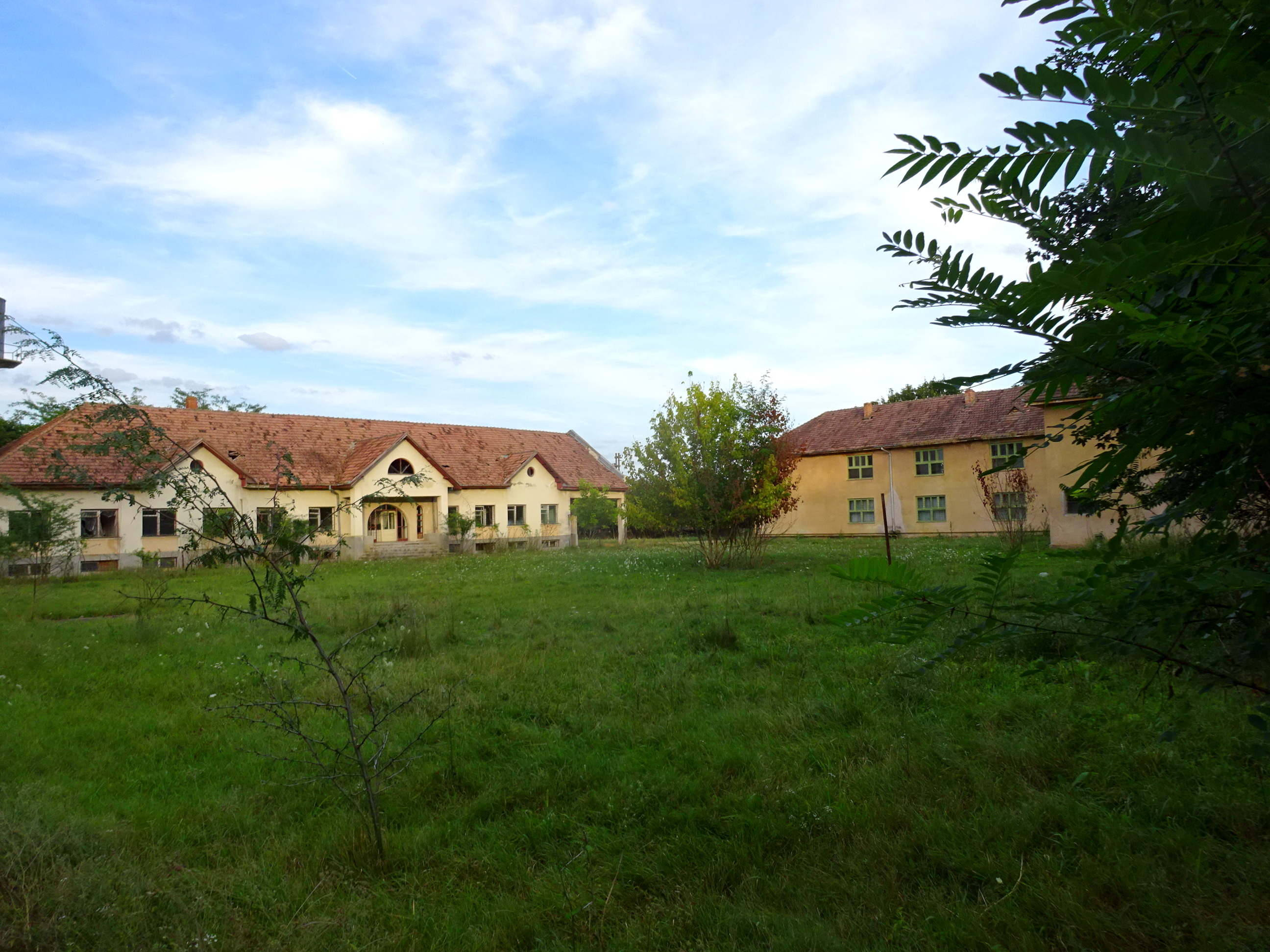
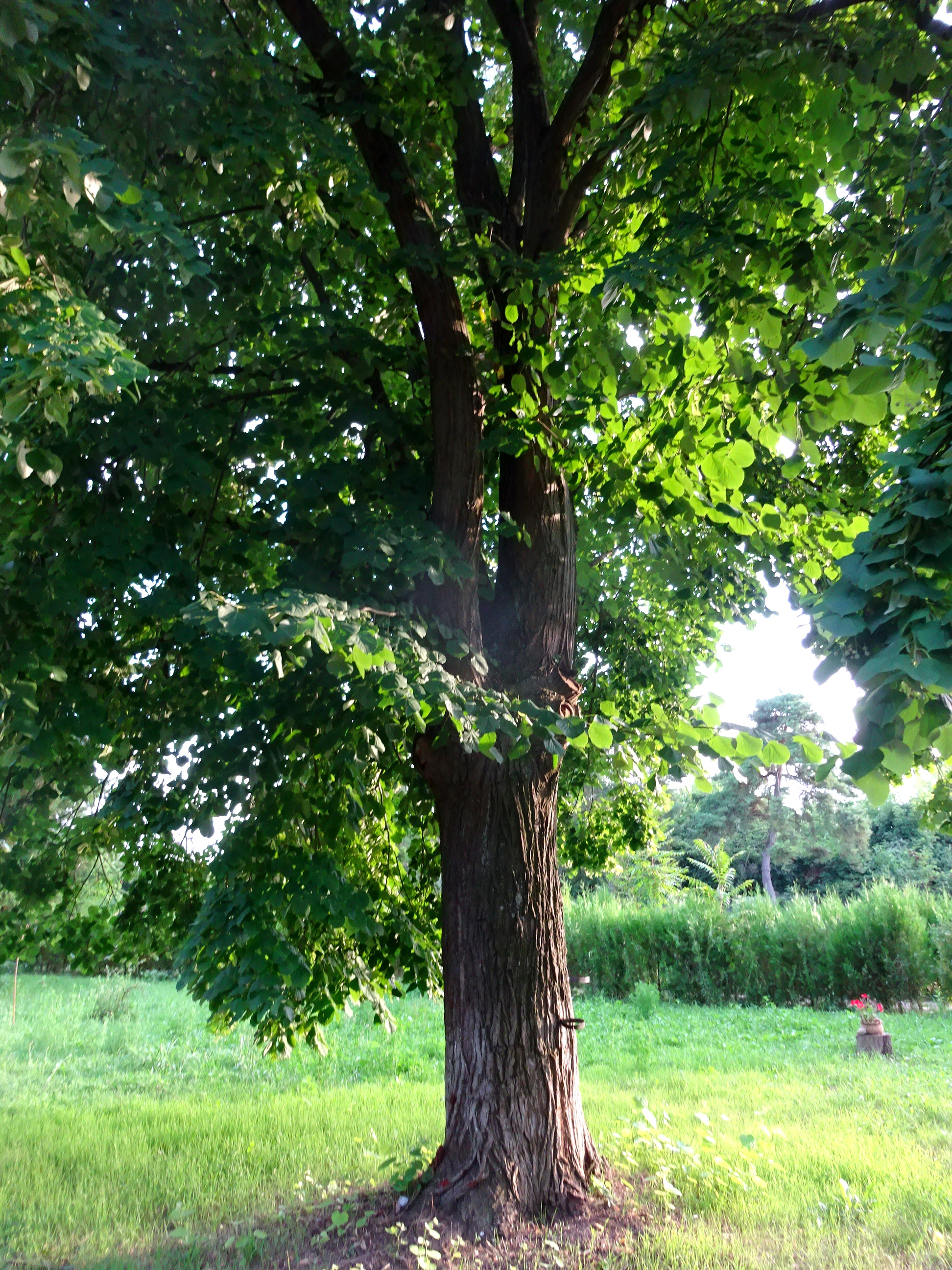
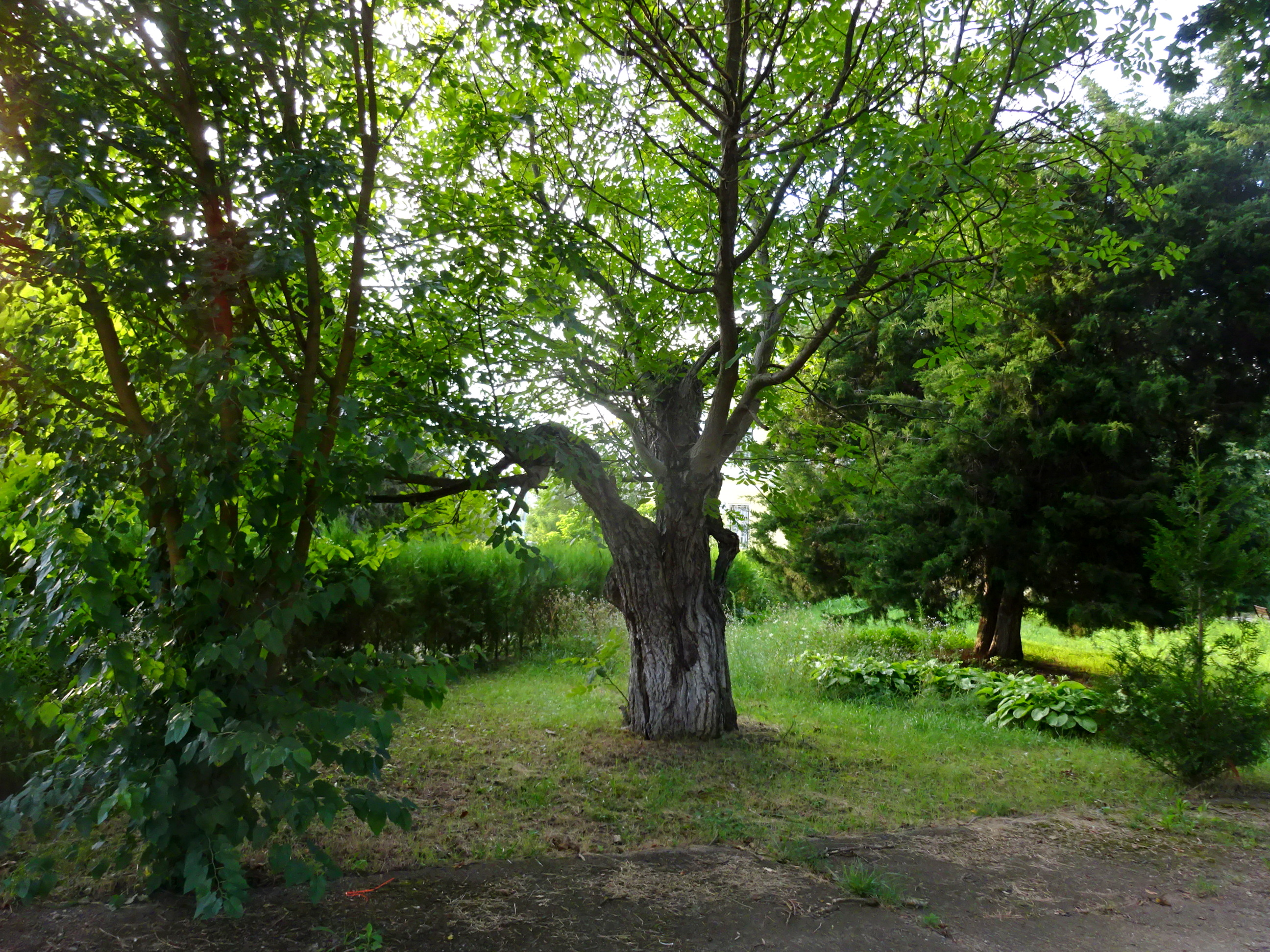
Parcul castelului adăpostea specii valoroase de arbori
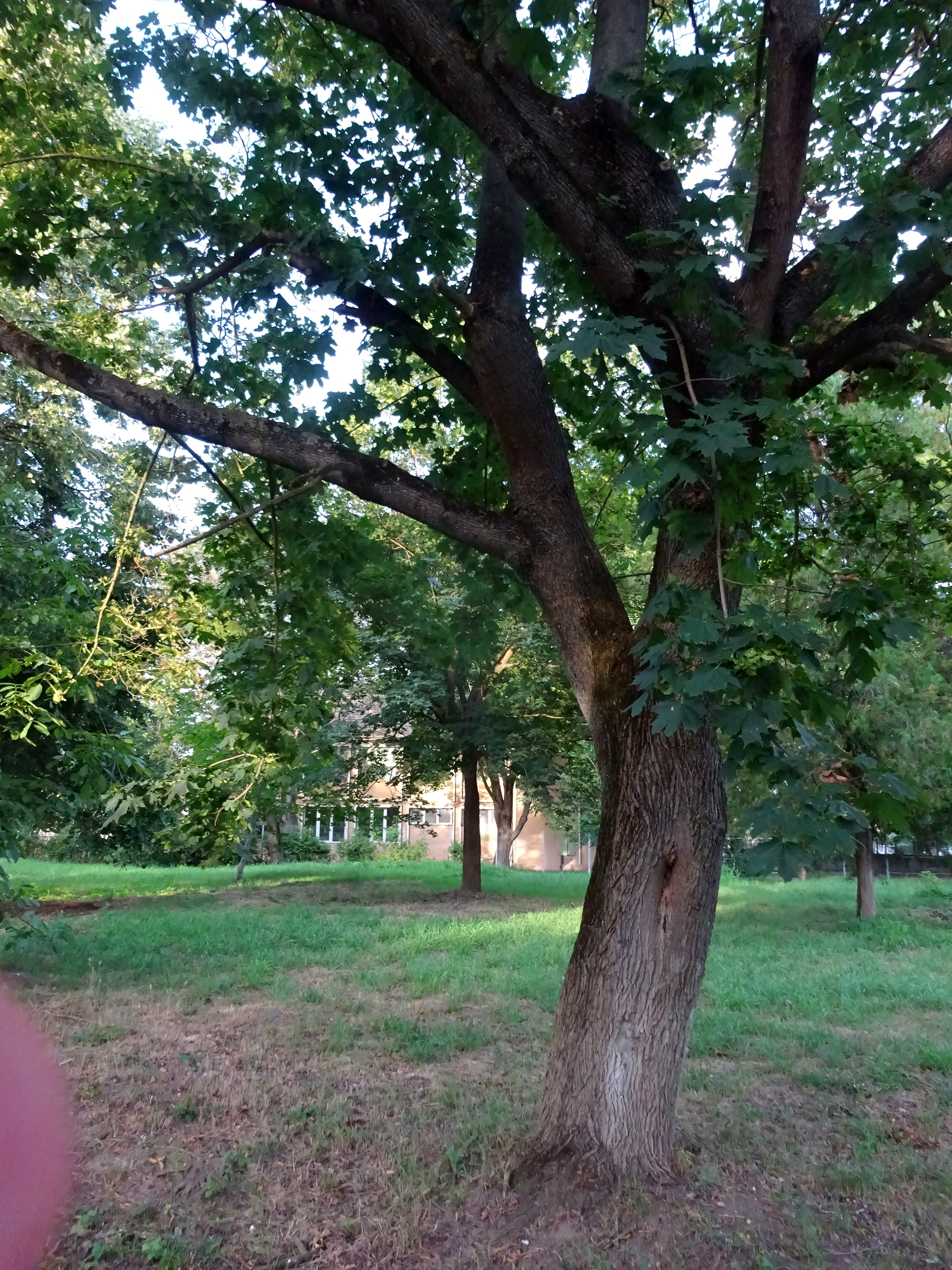
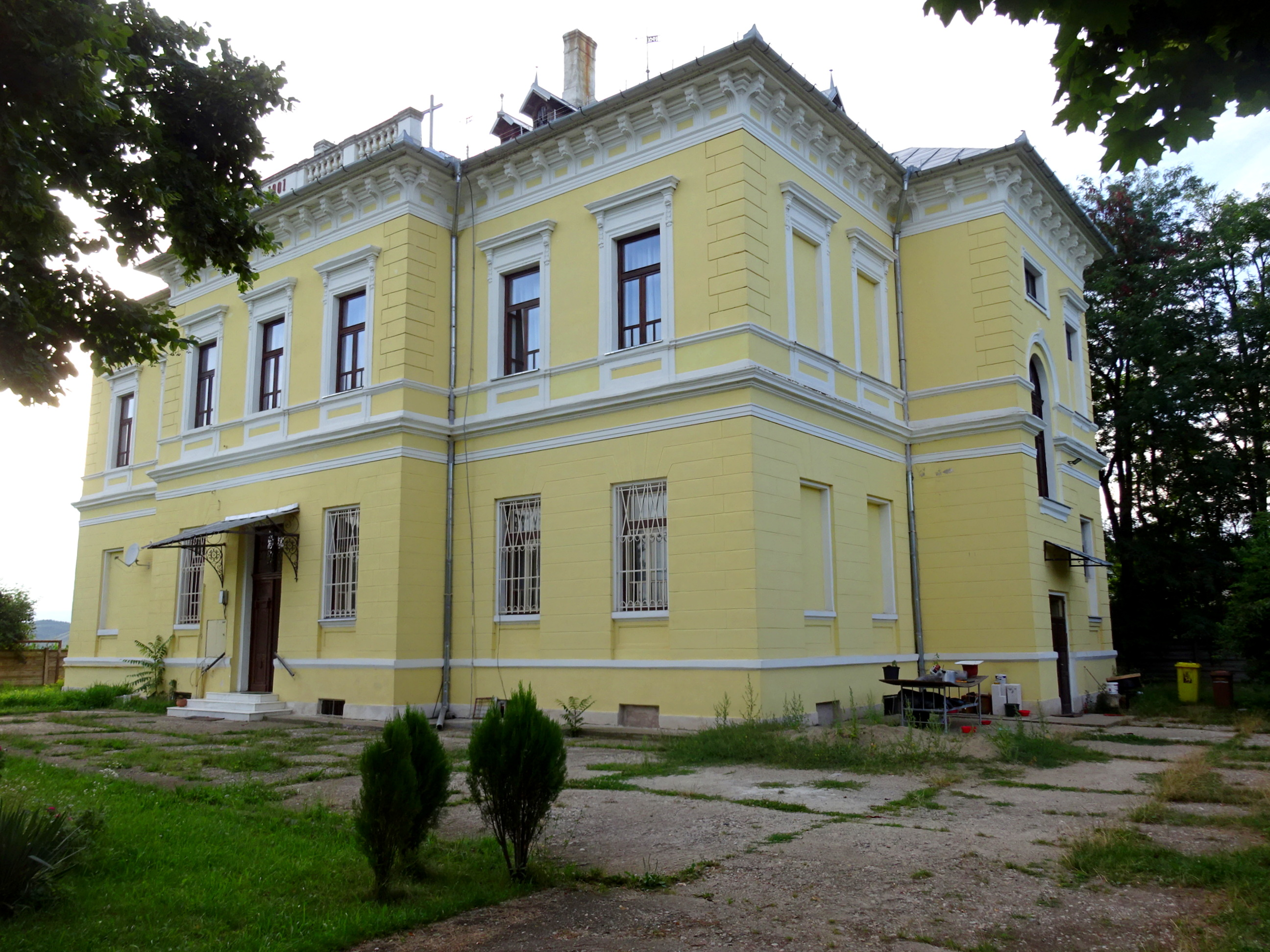
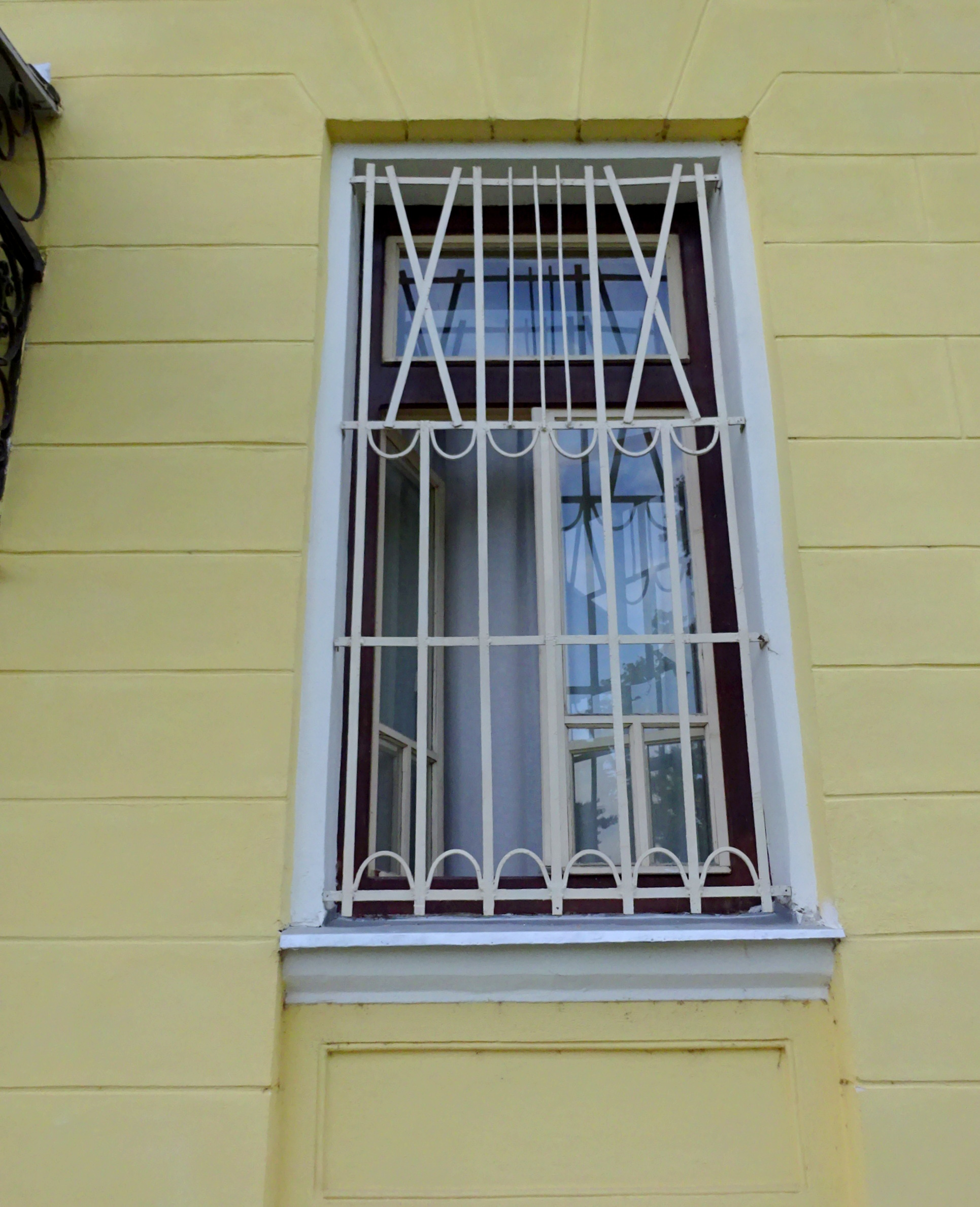
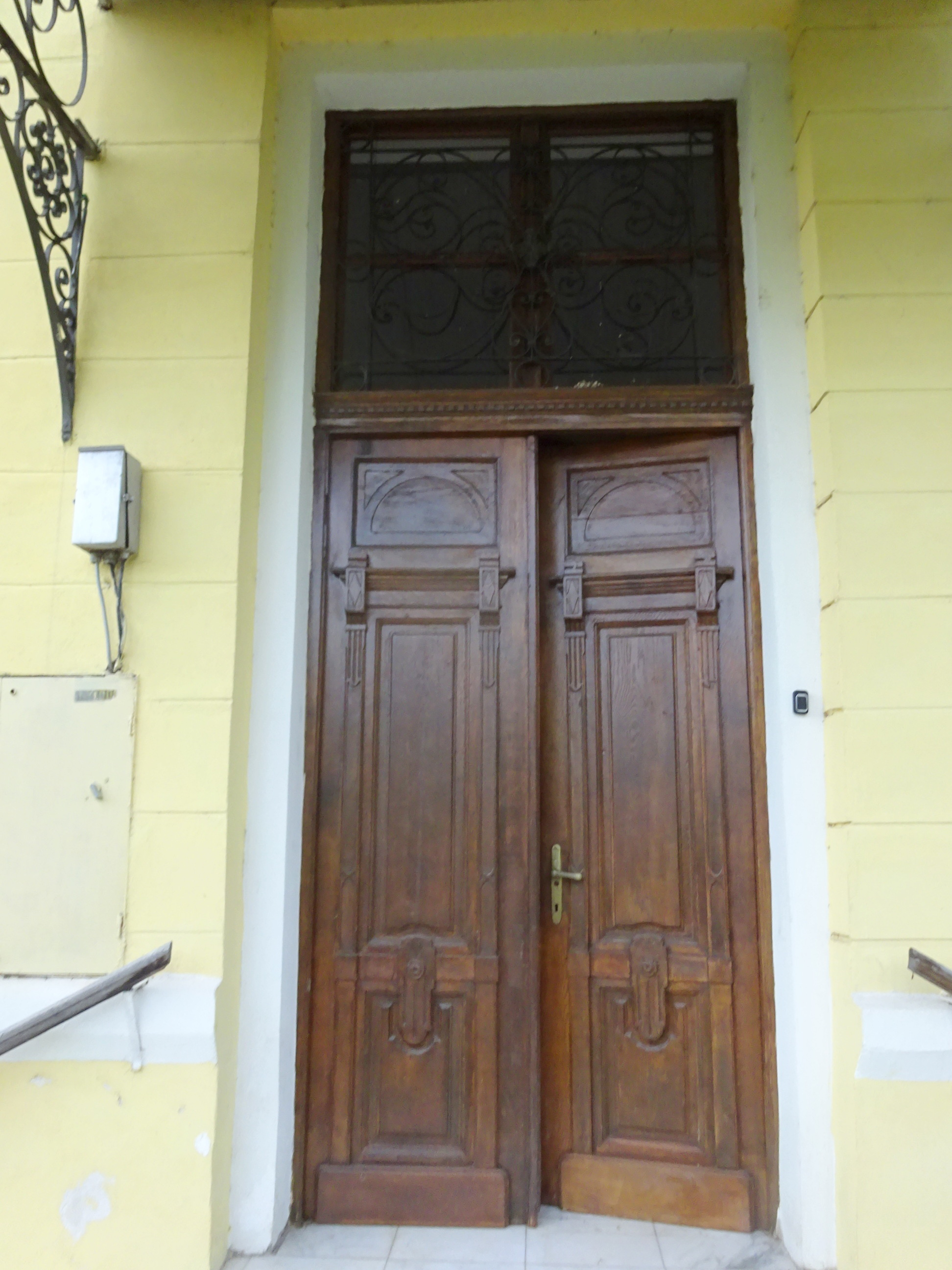
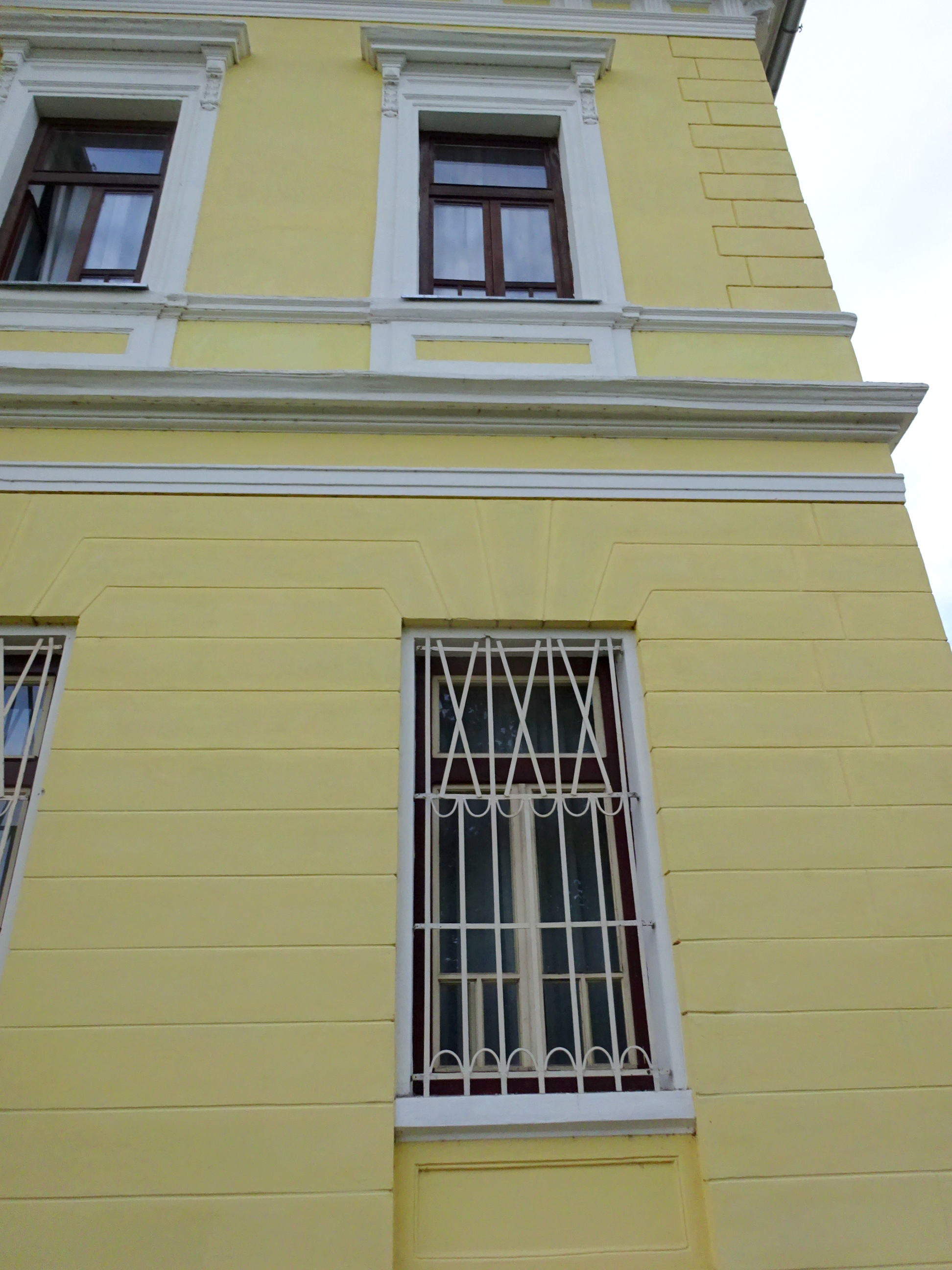
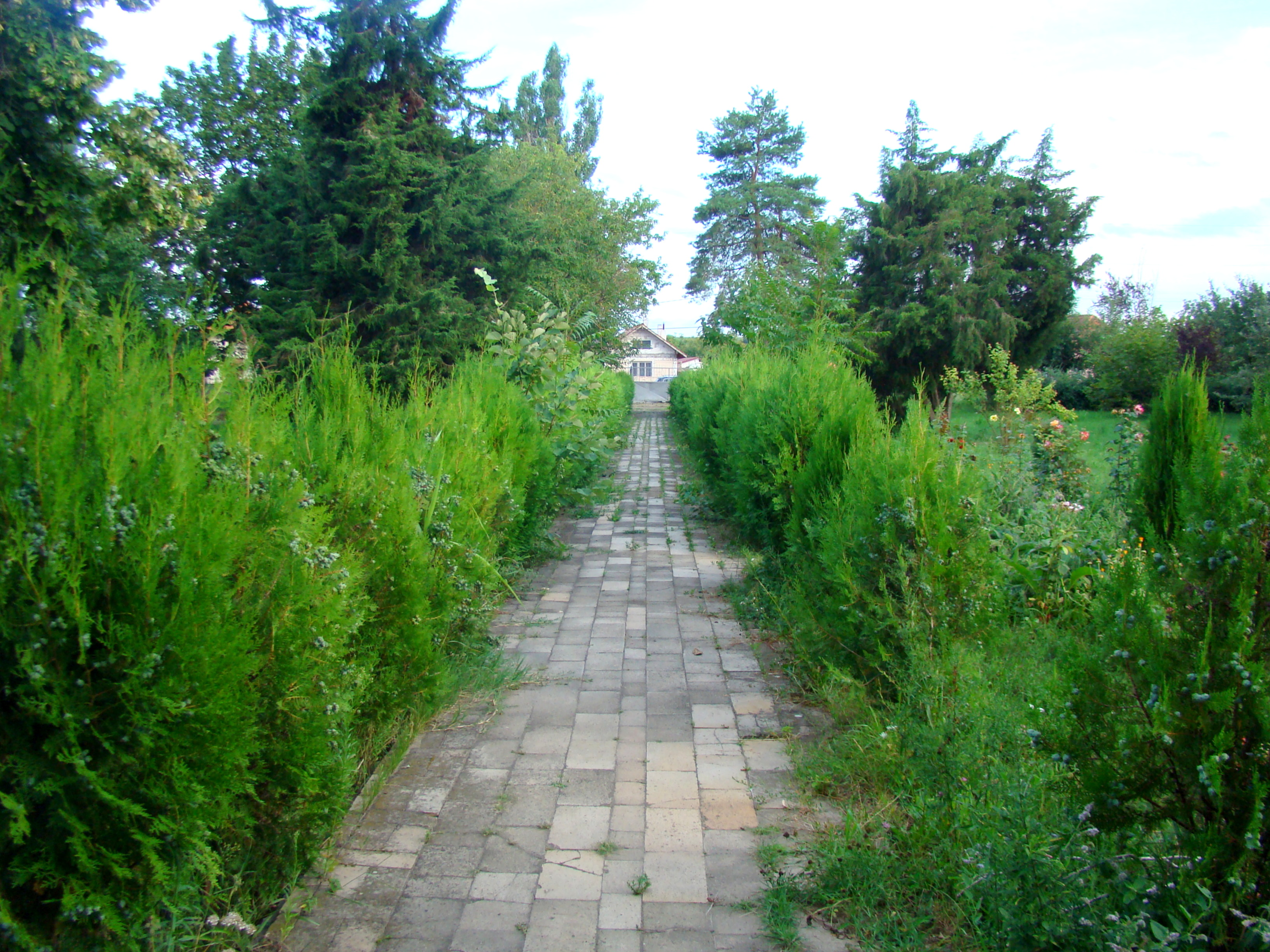
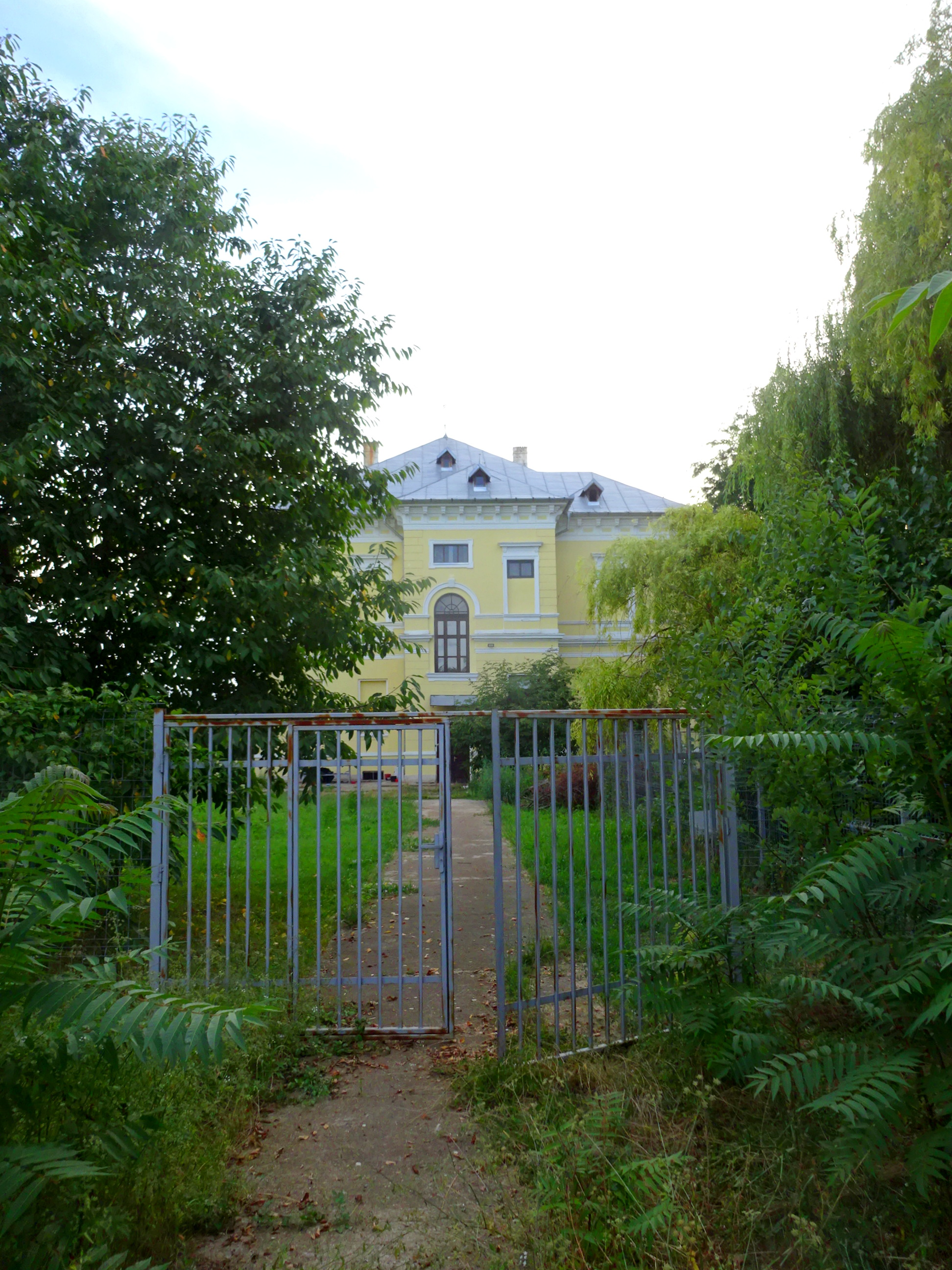

## Imagini din interior

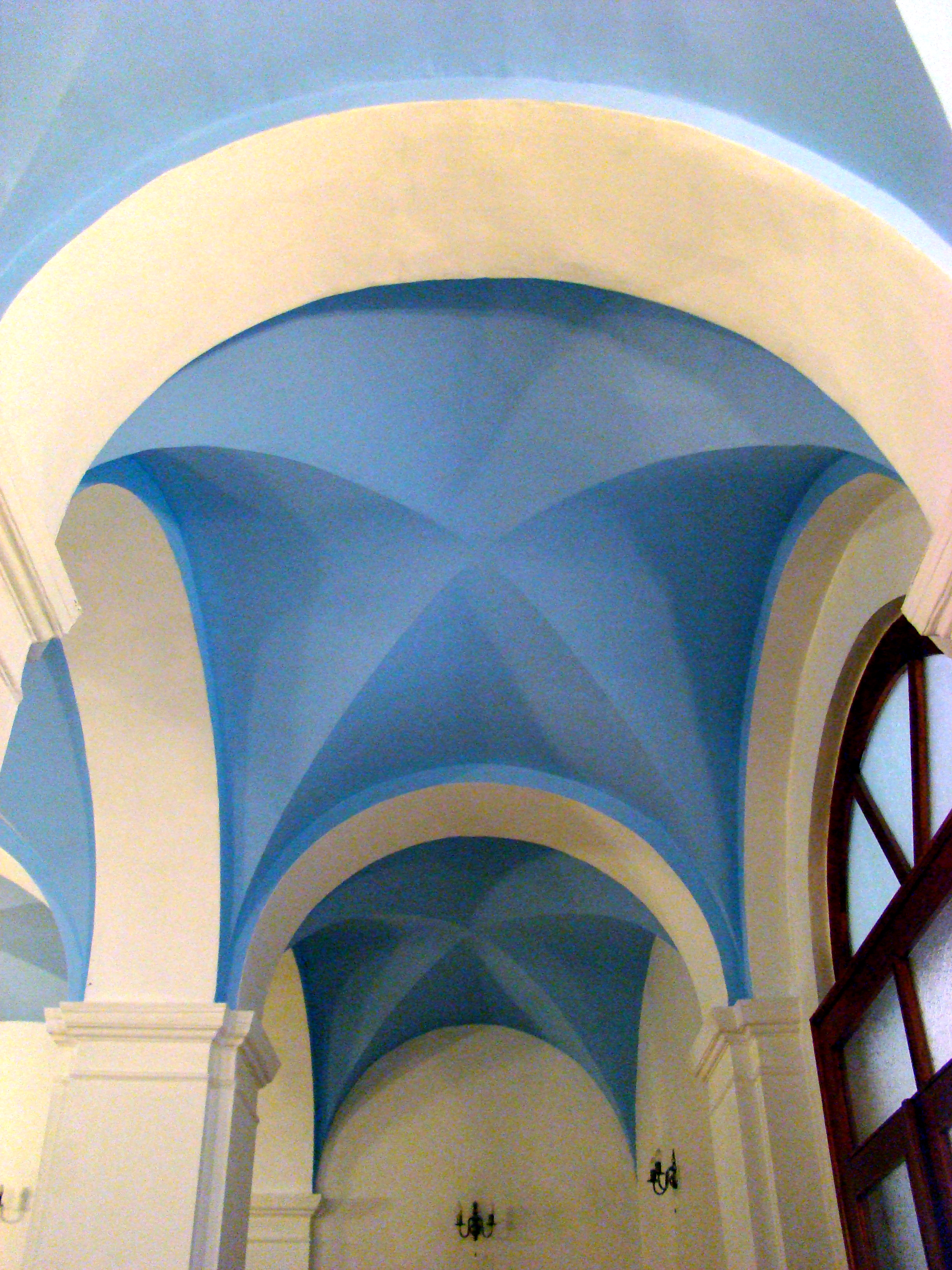
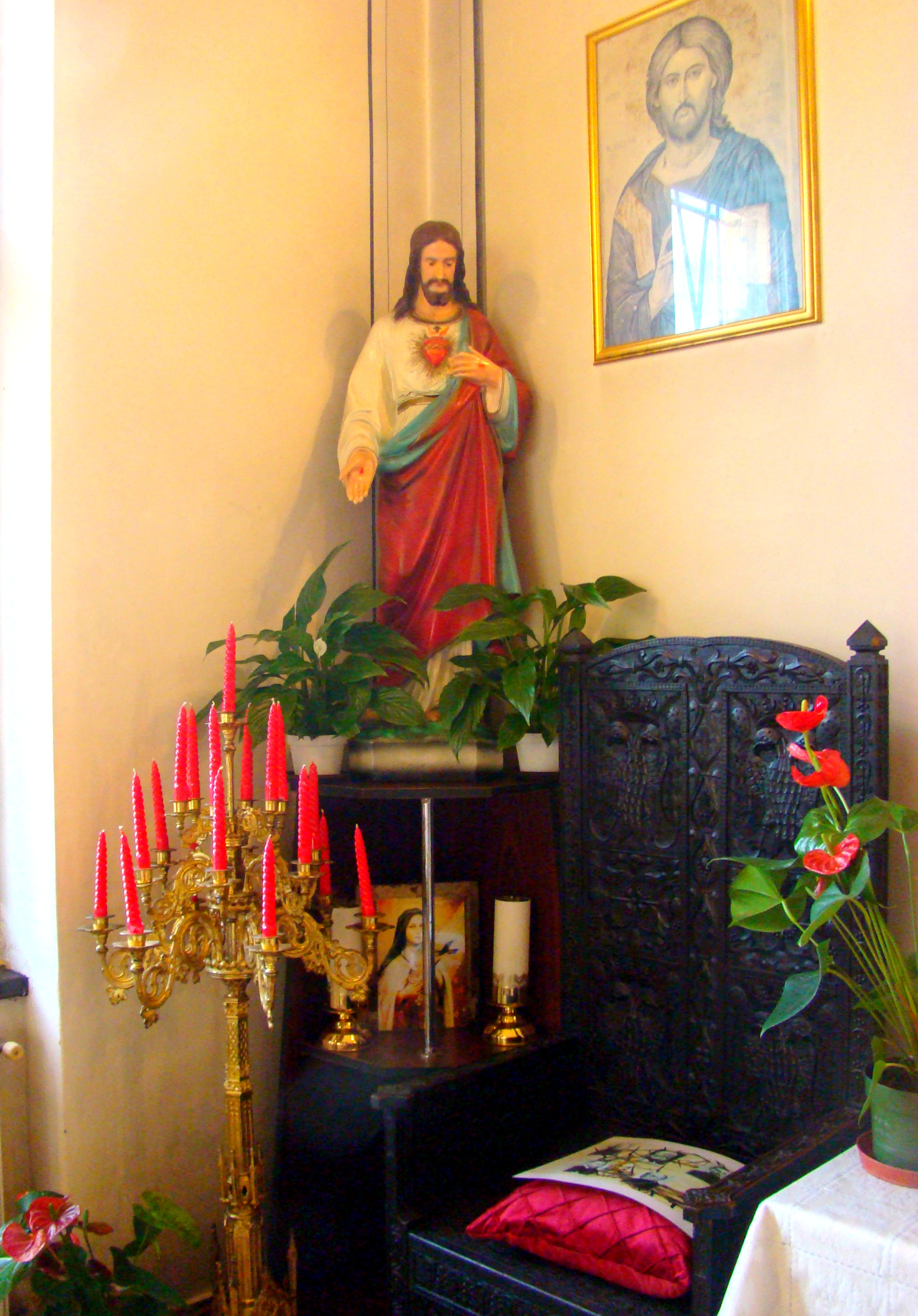
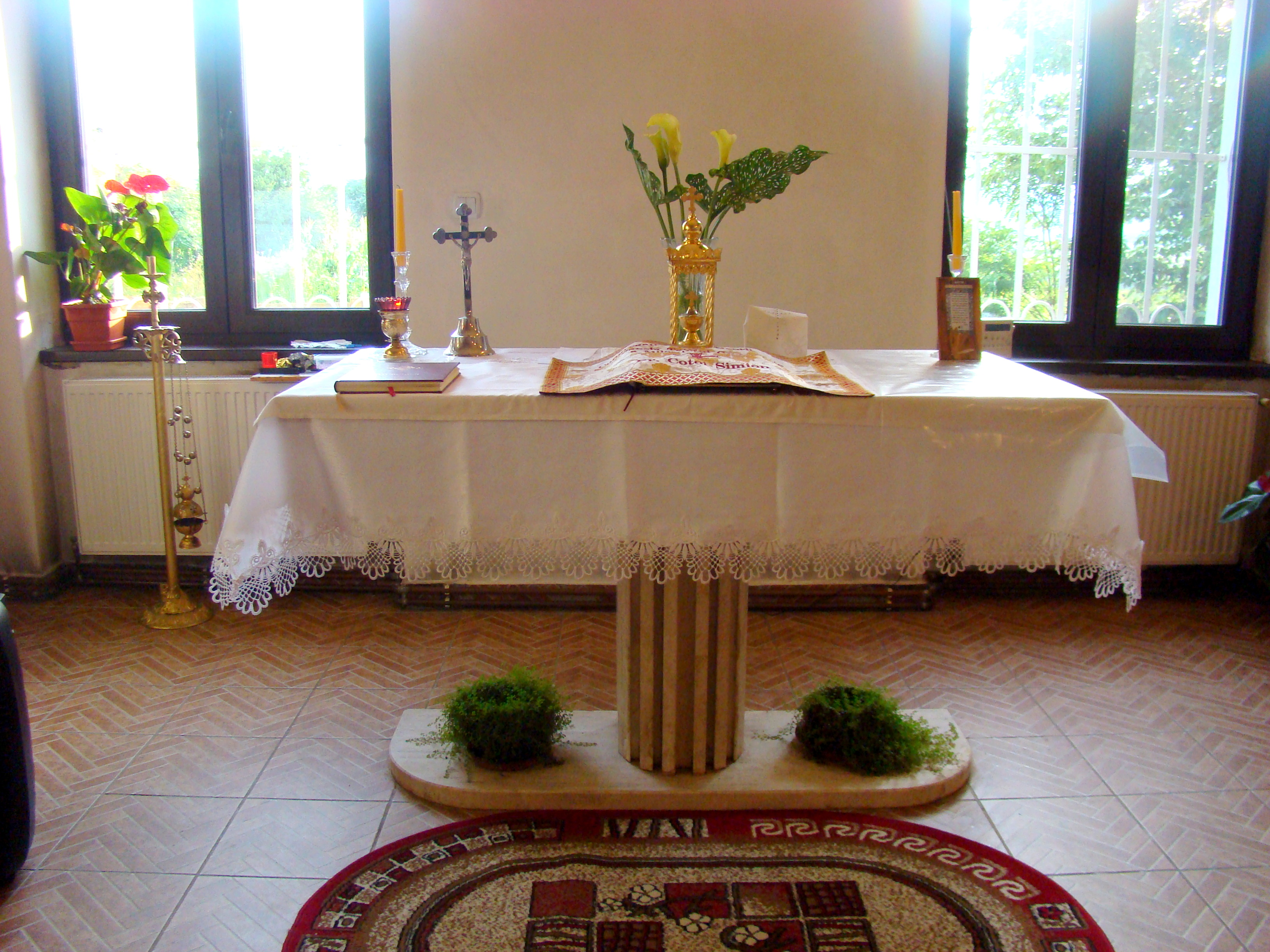
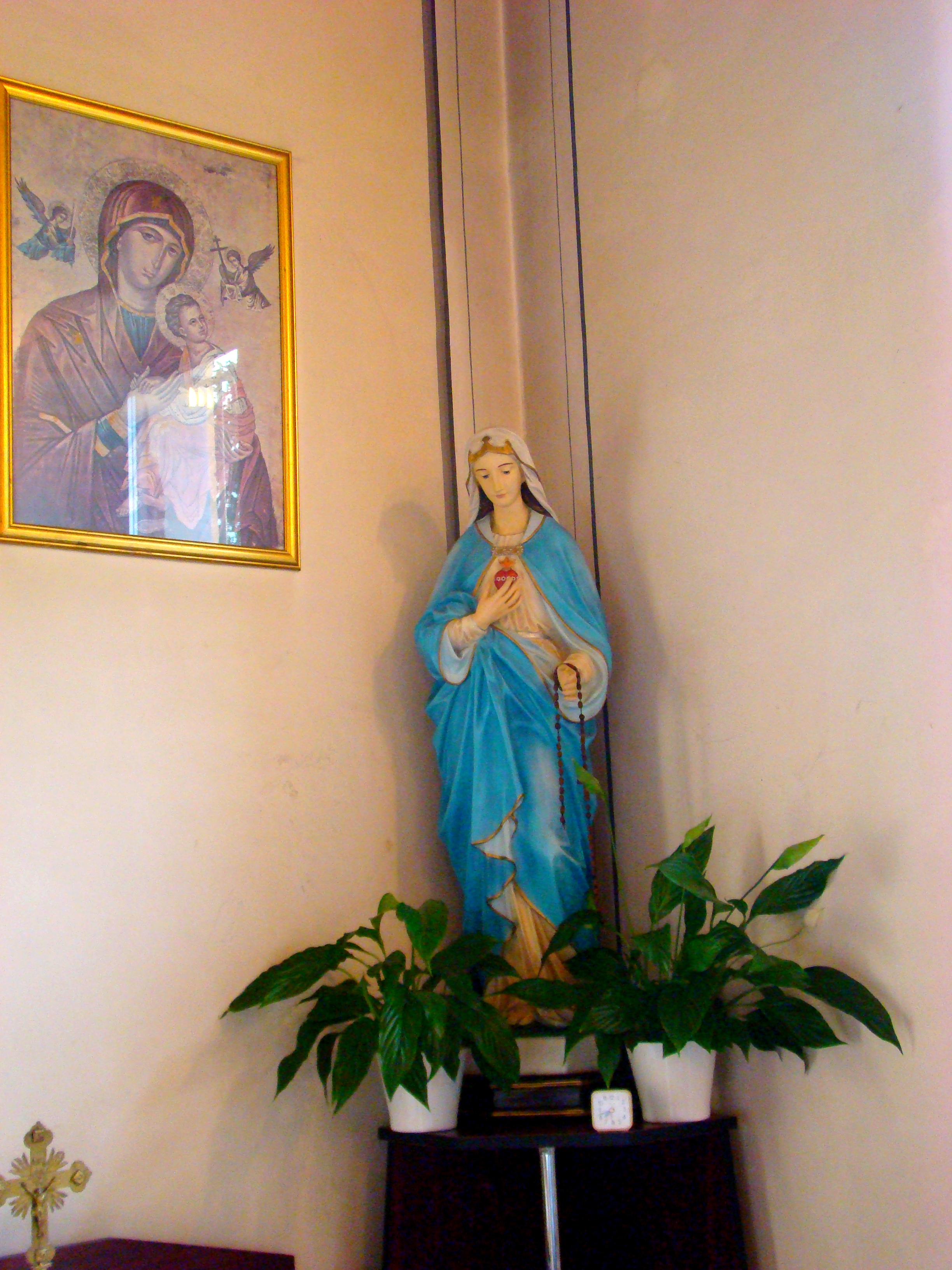
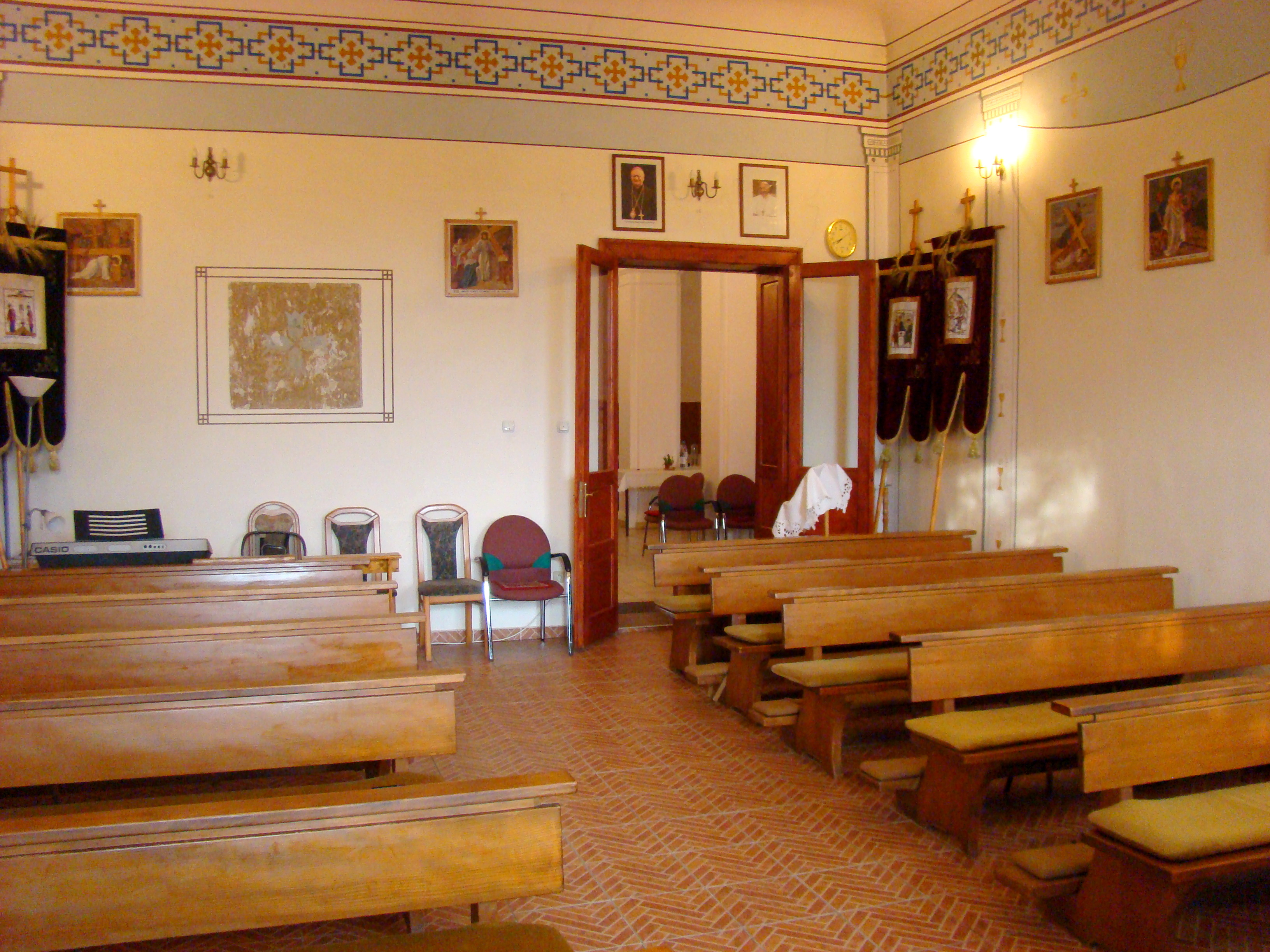
Capela Misiunii Divine
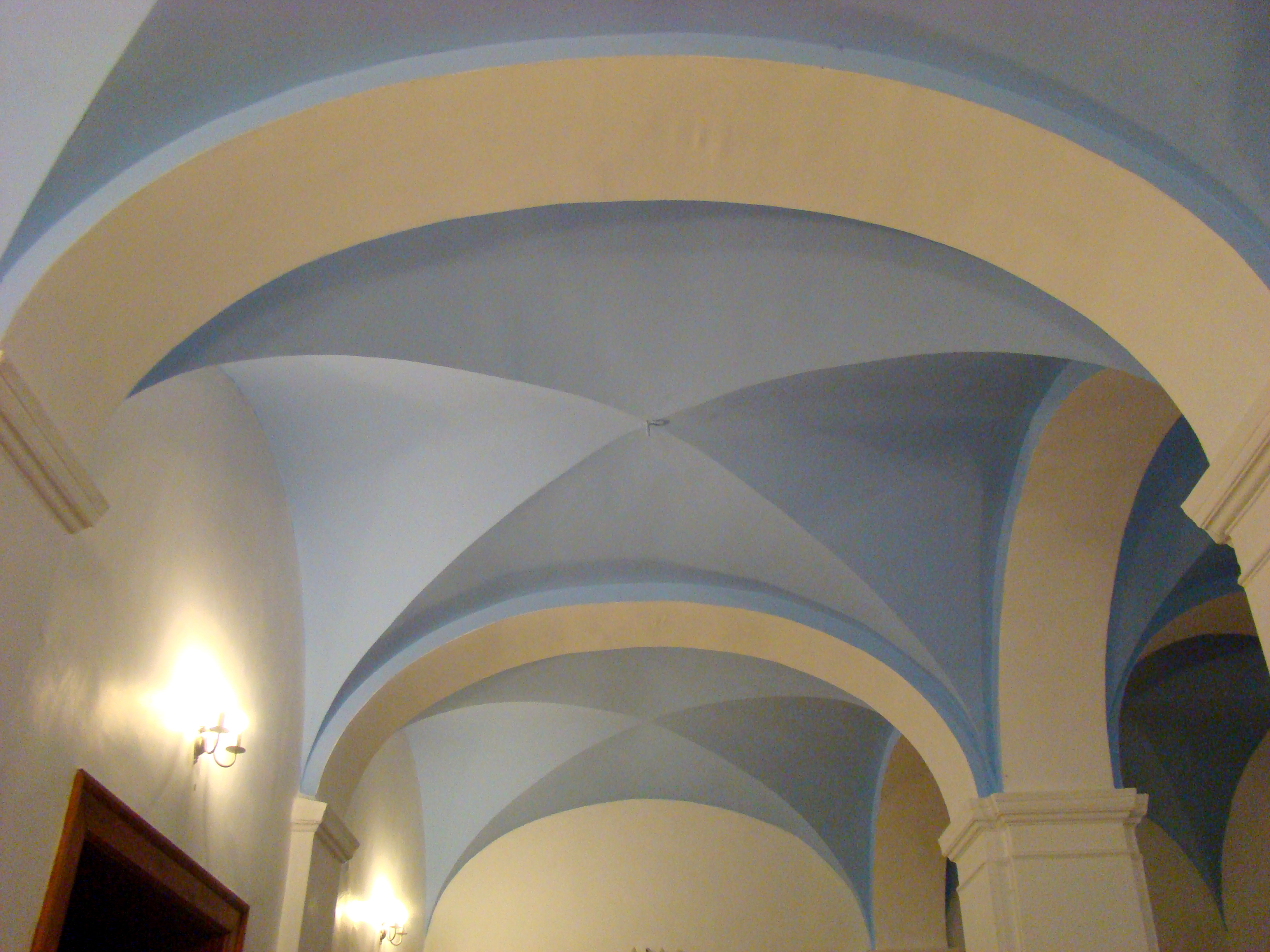
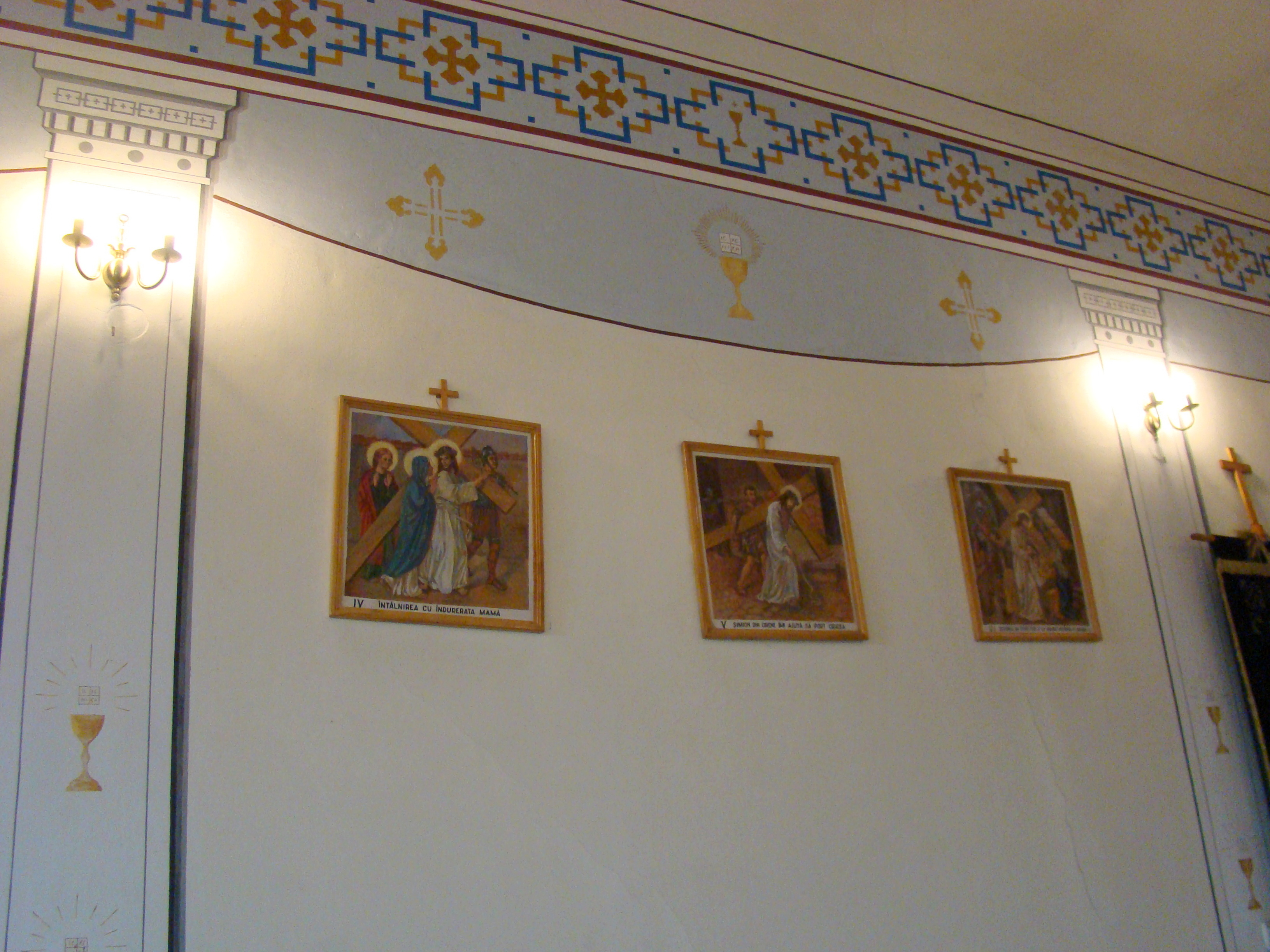
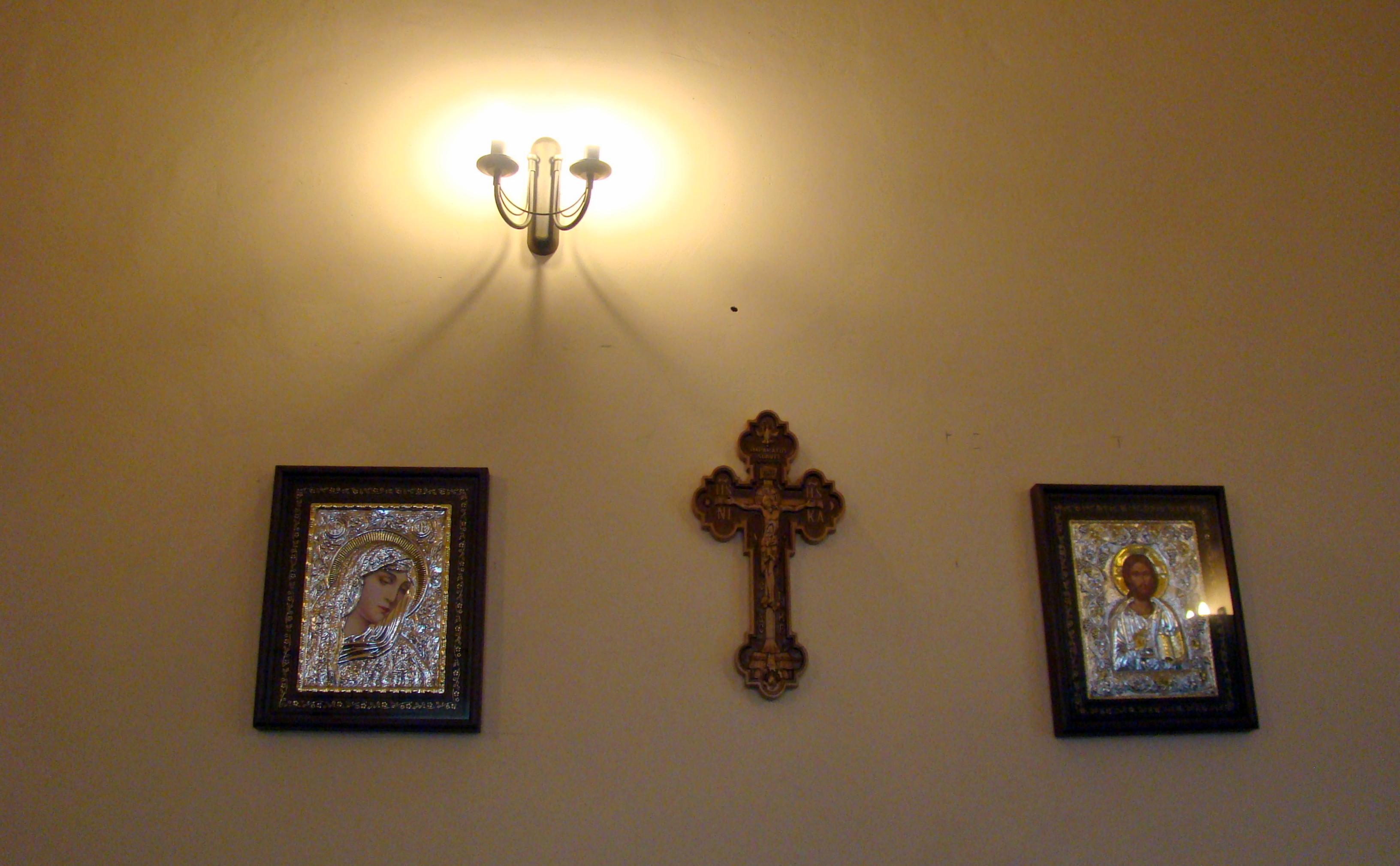
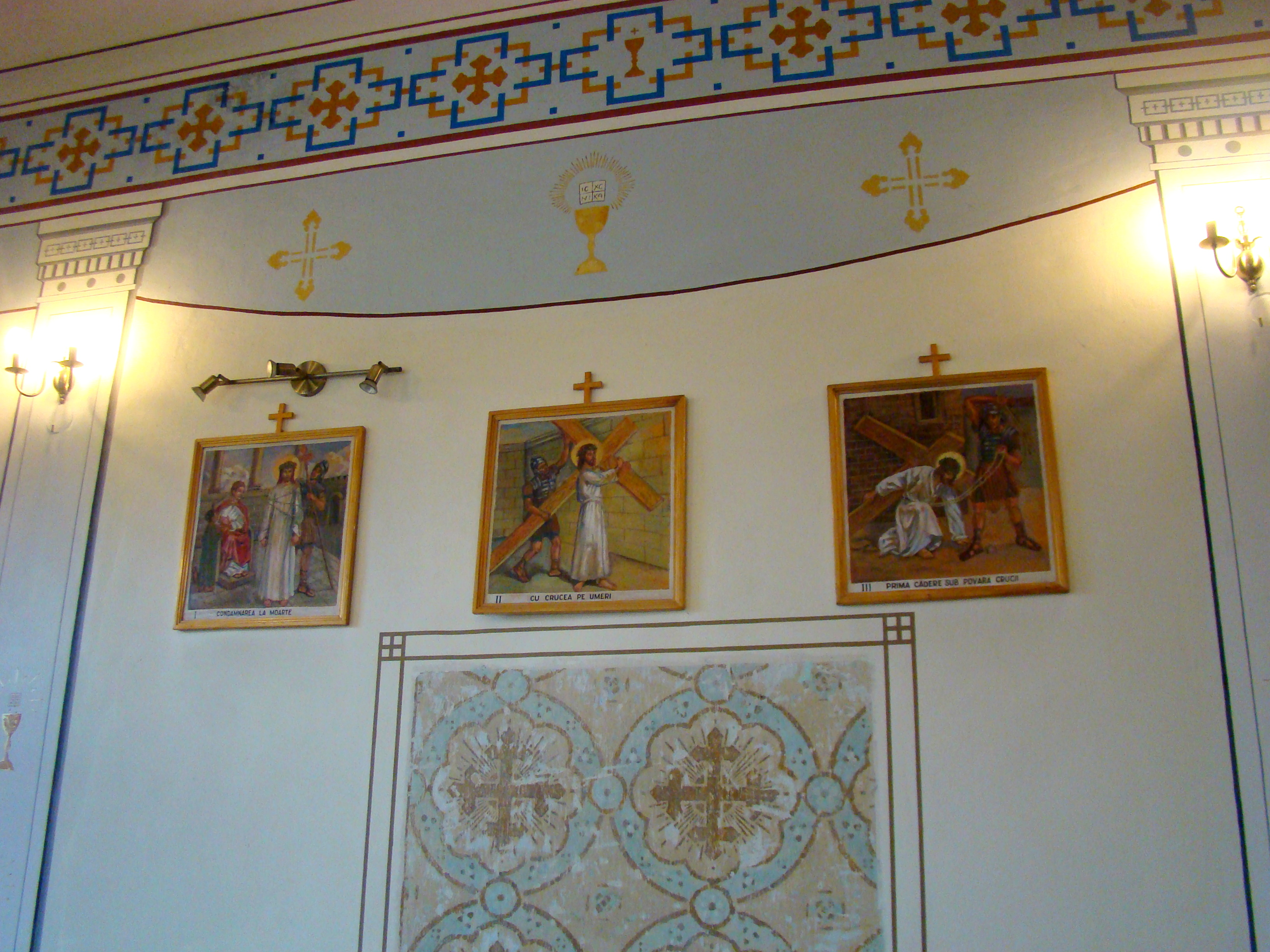
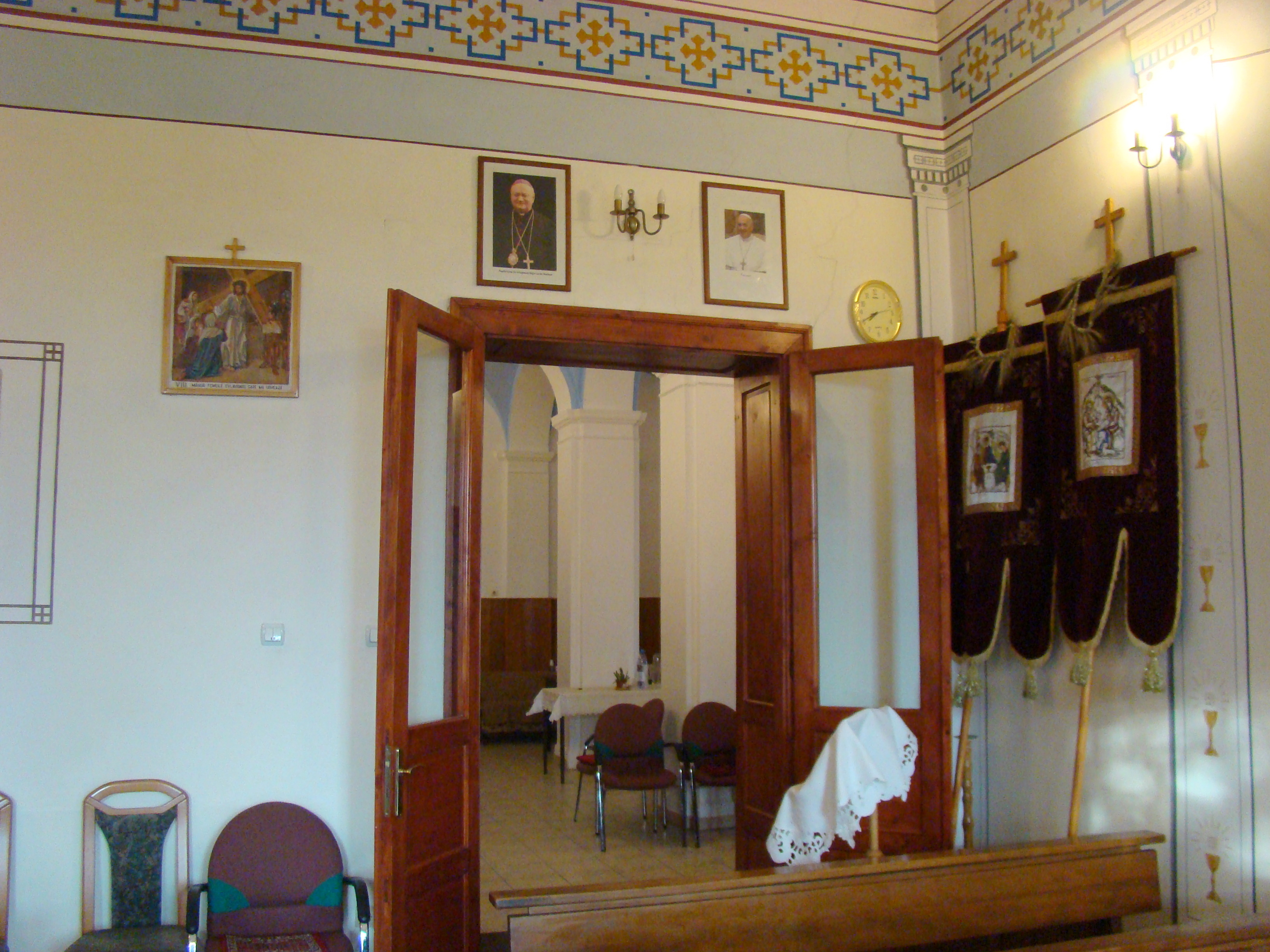
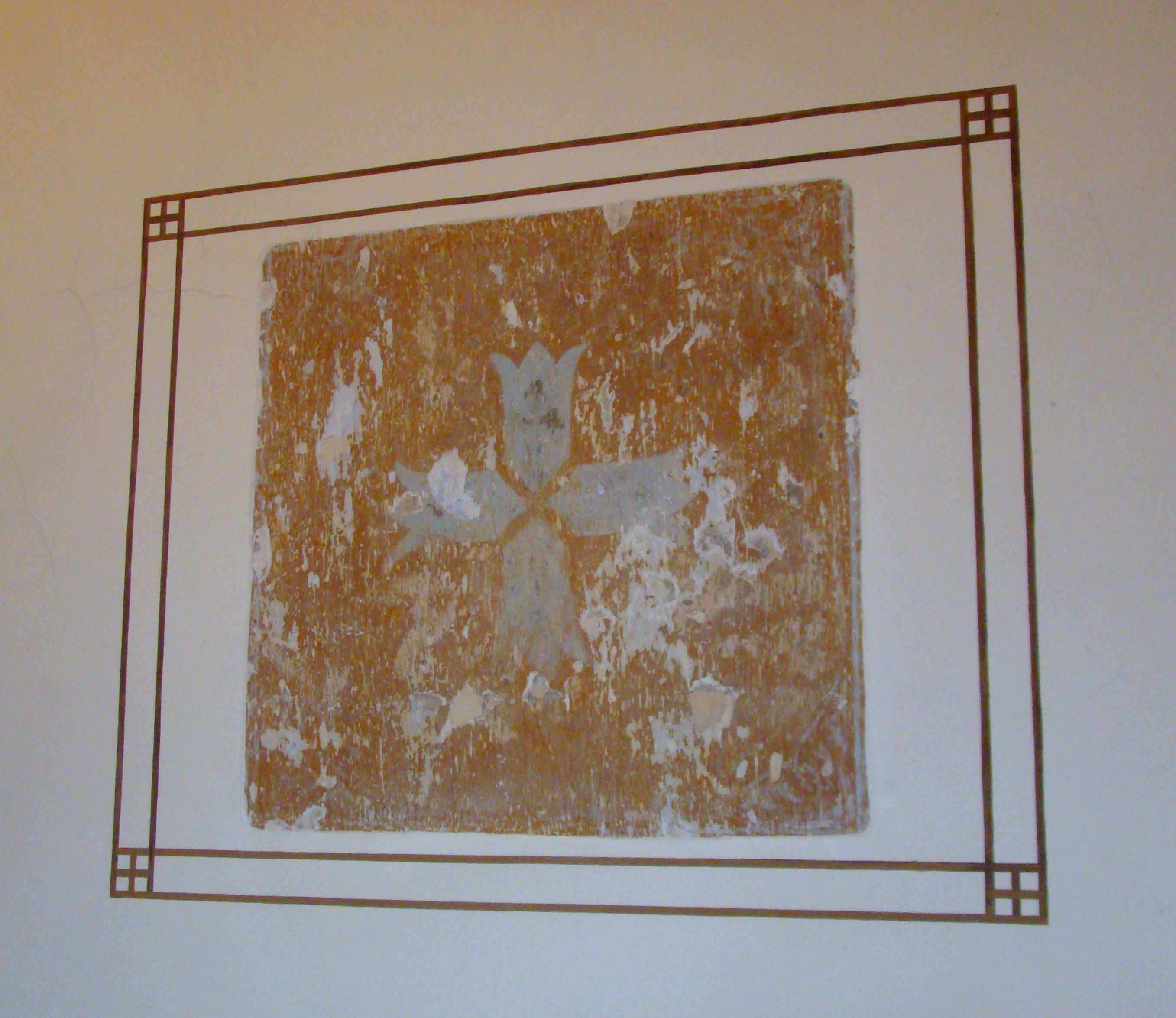
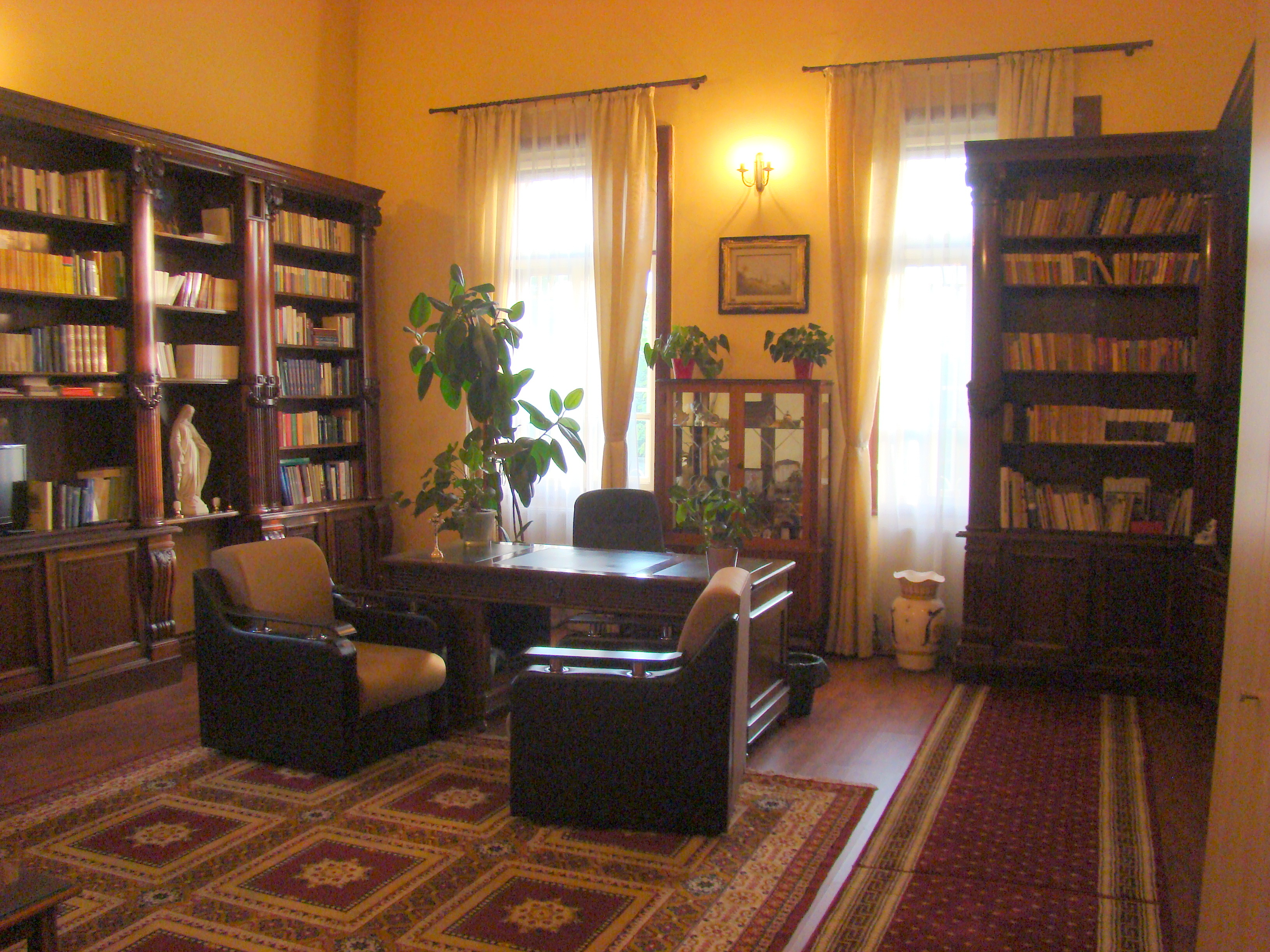
Alăturată capelei, biblioteca are și rol de sacristie și cameră de lucru a preotului
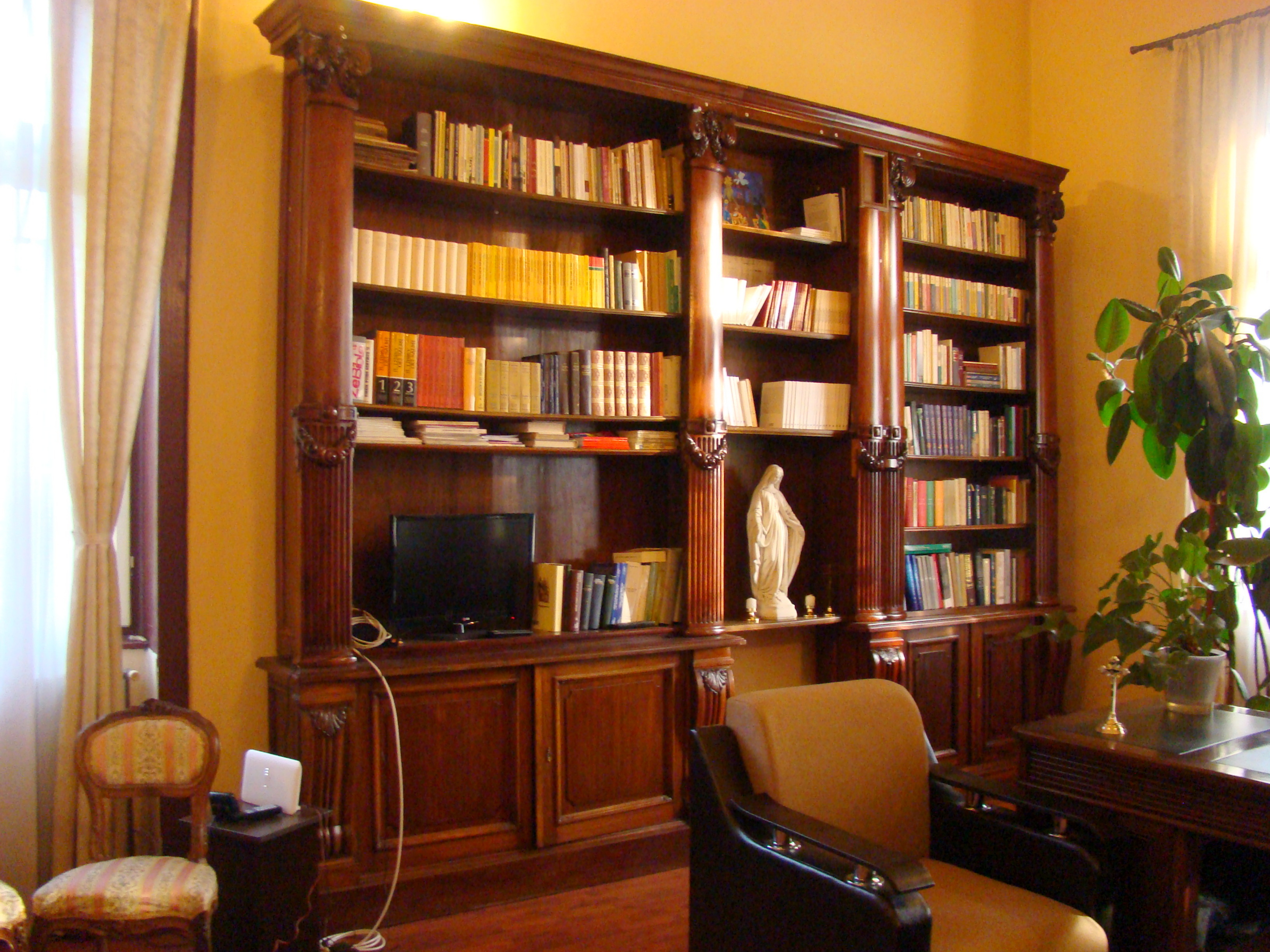
Biblioteca i-a aparținut lui Zaharia Stancu
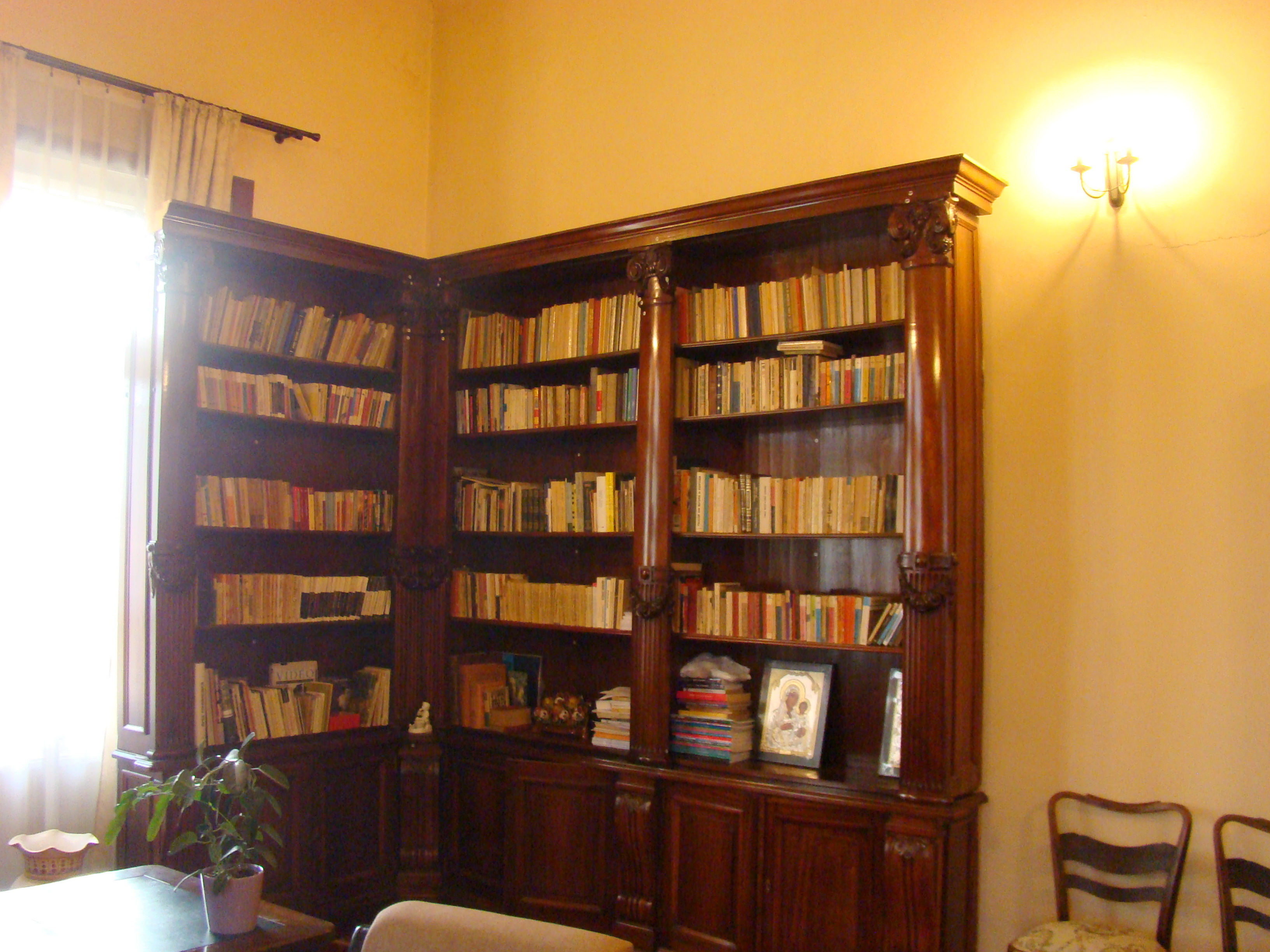
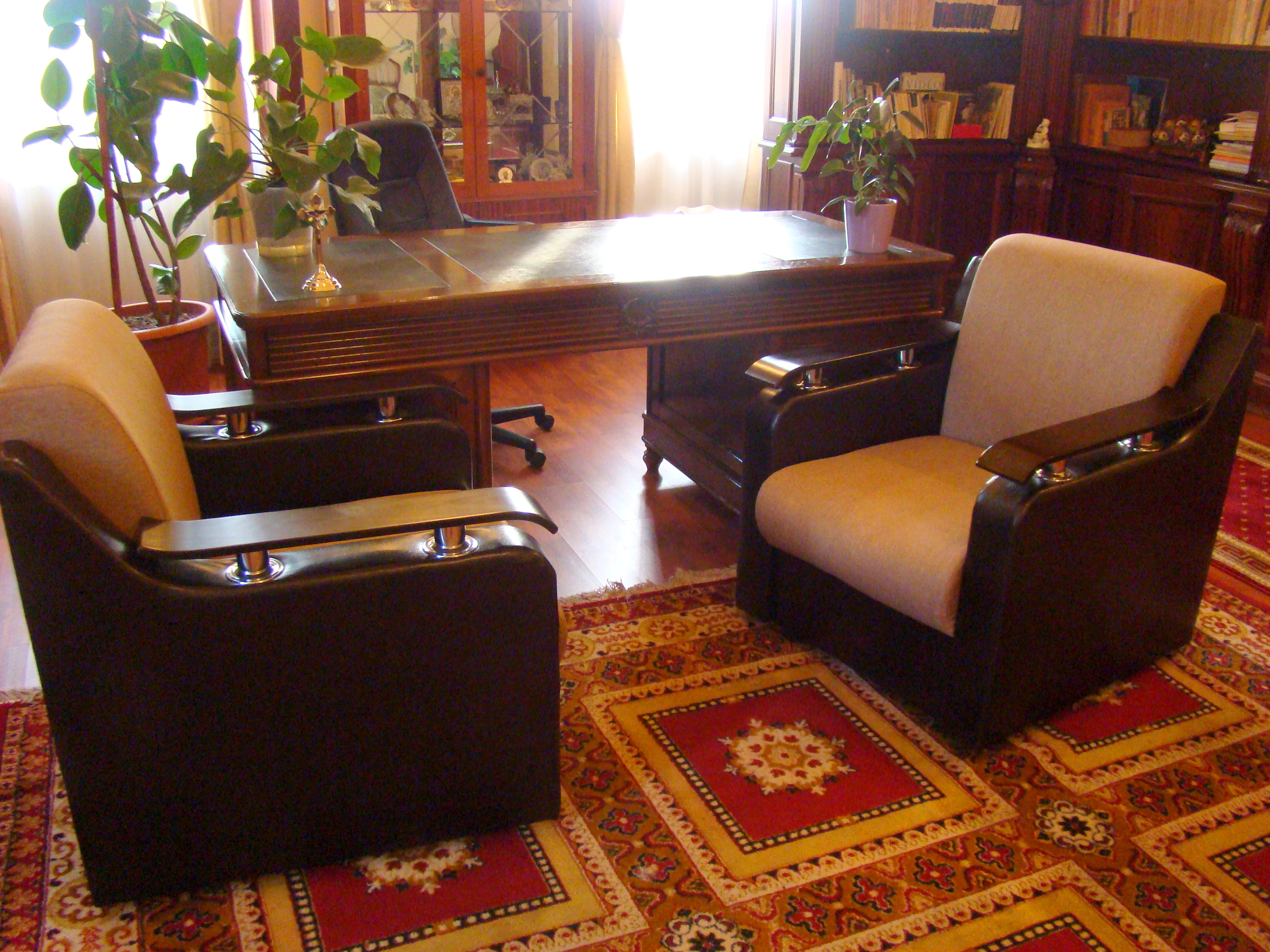
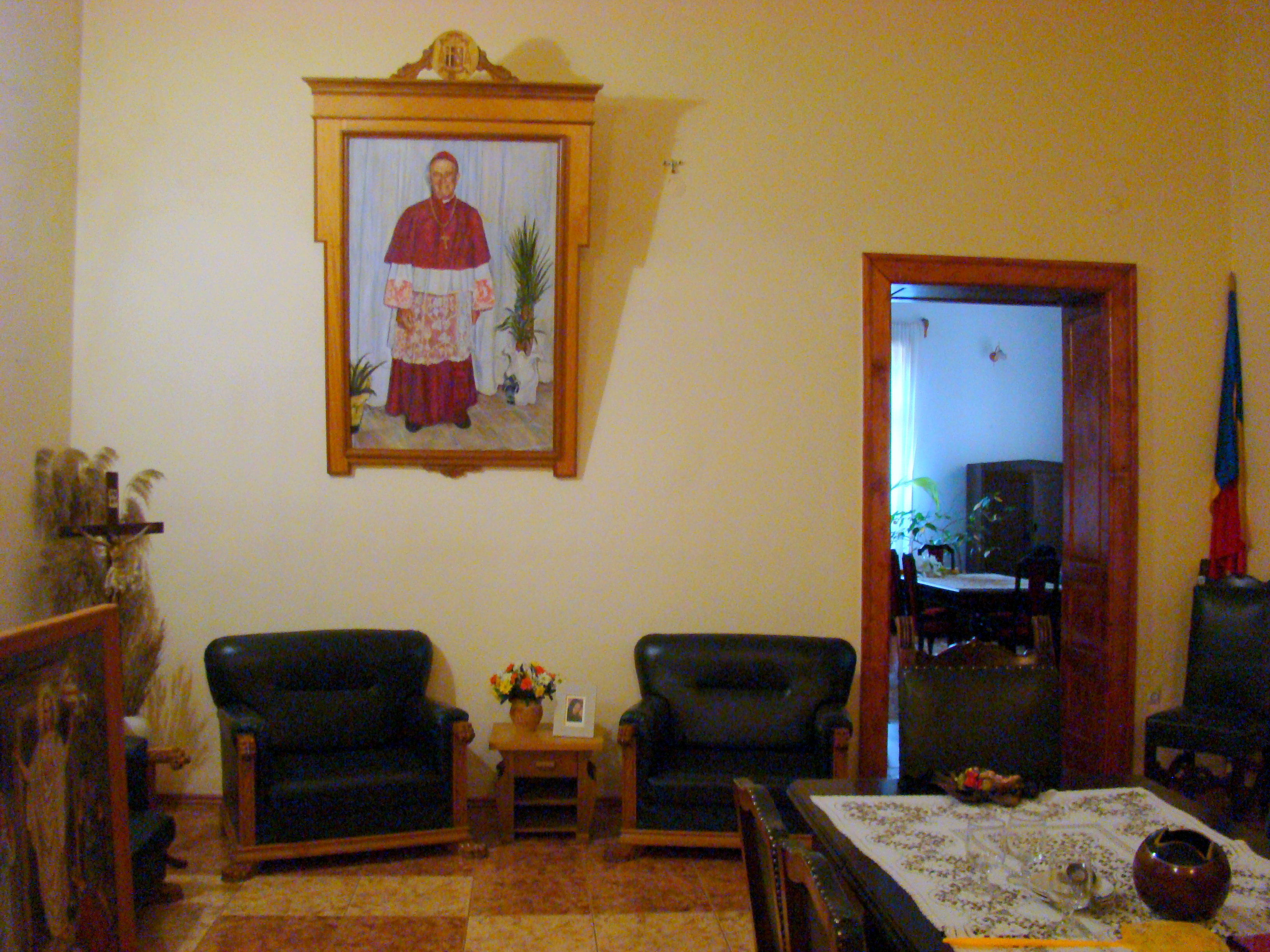
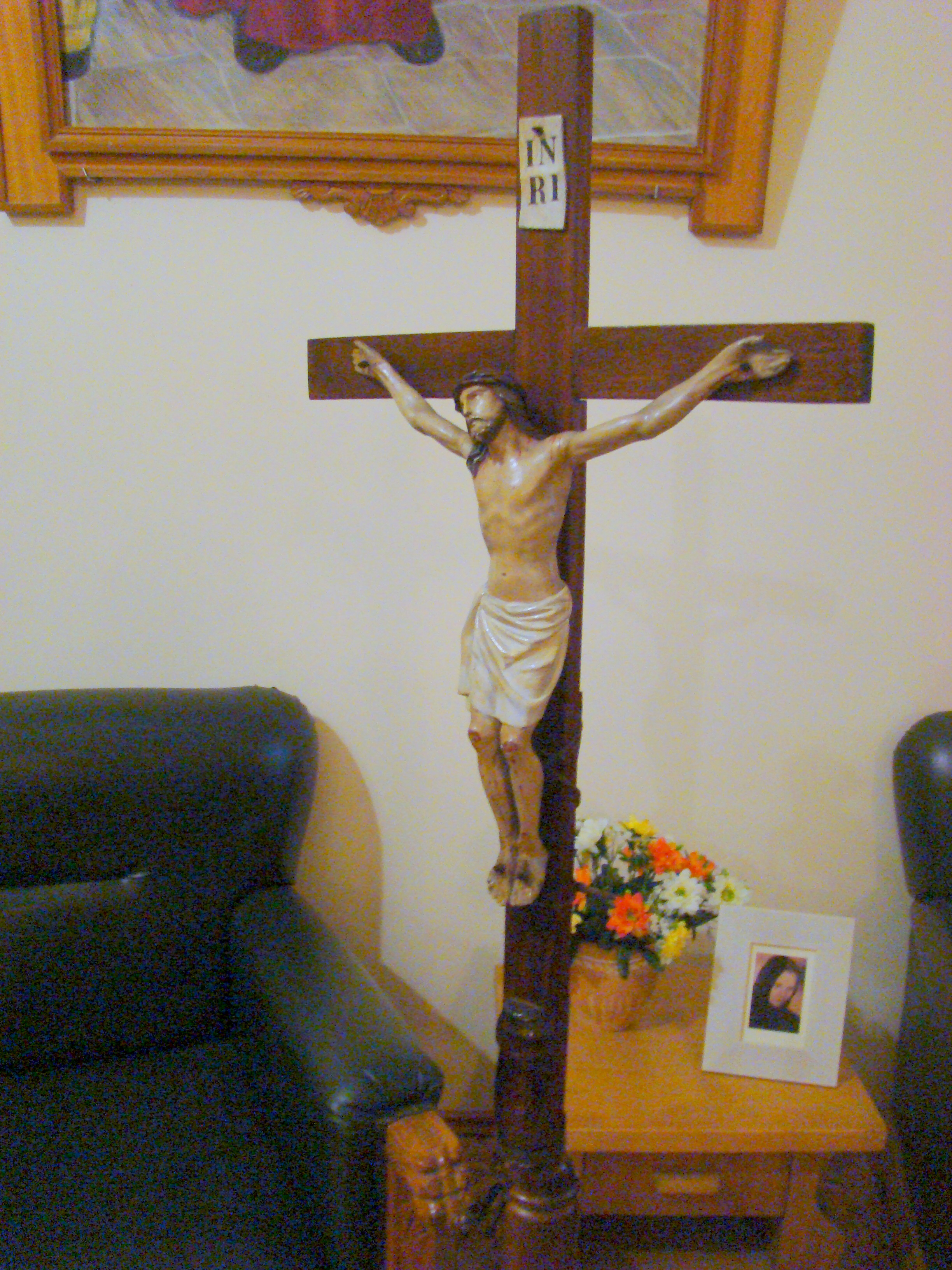
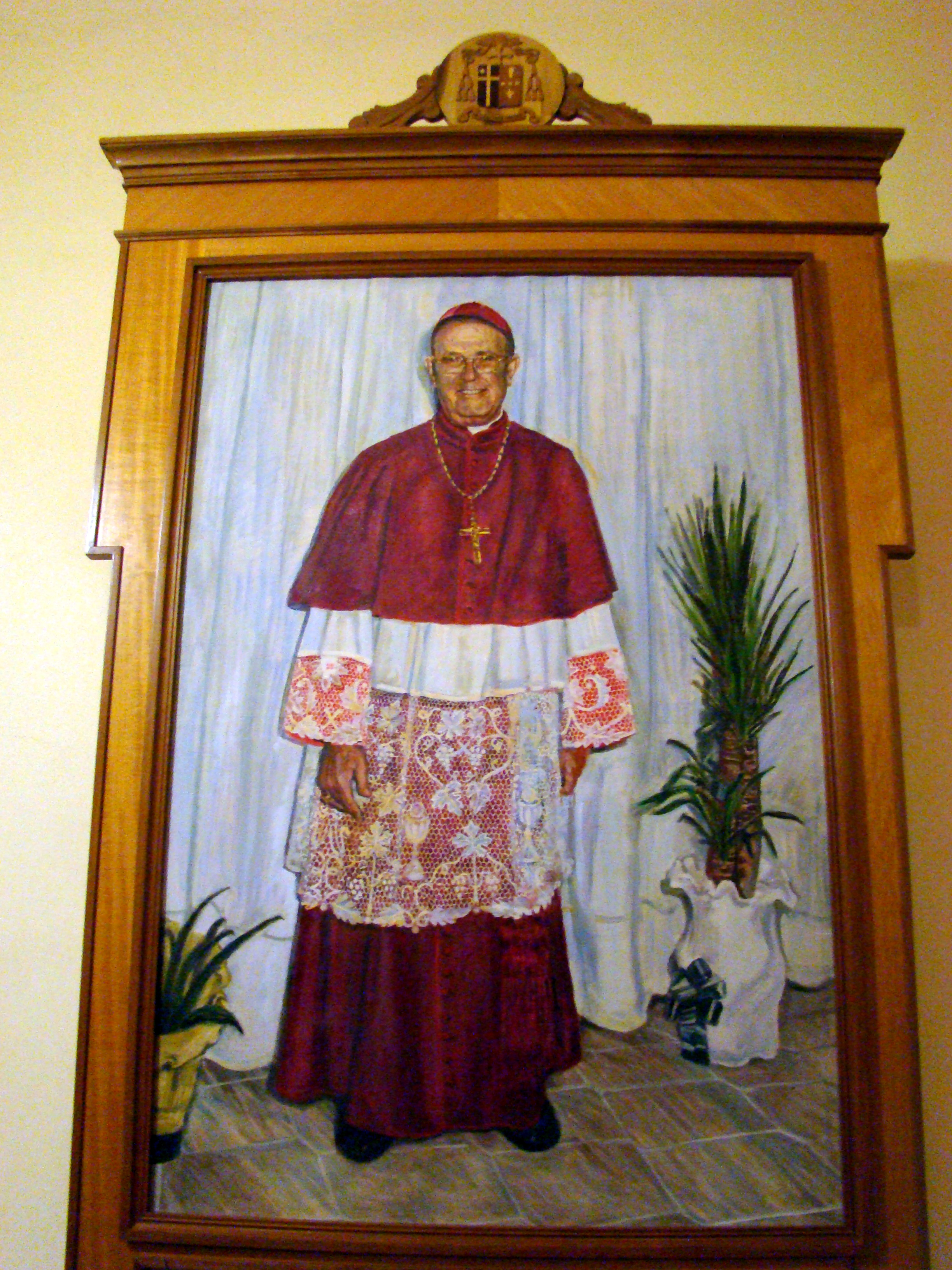
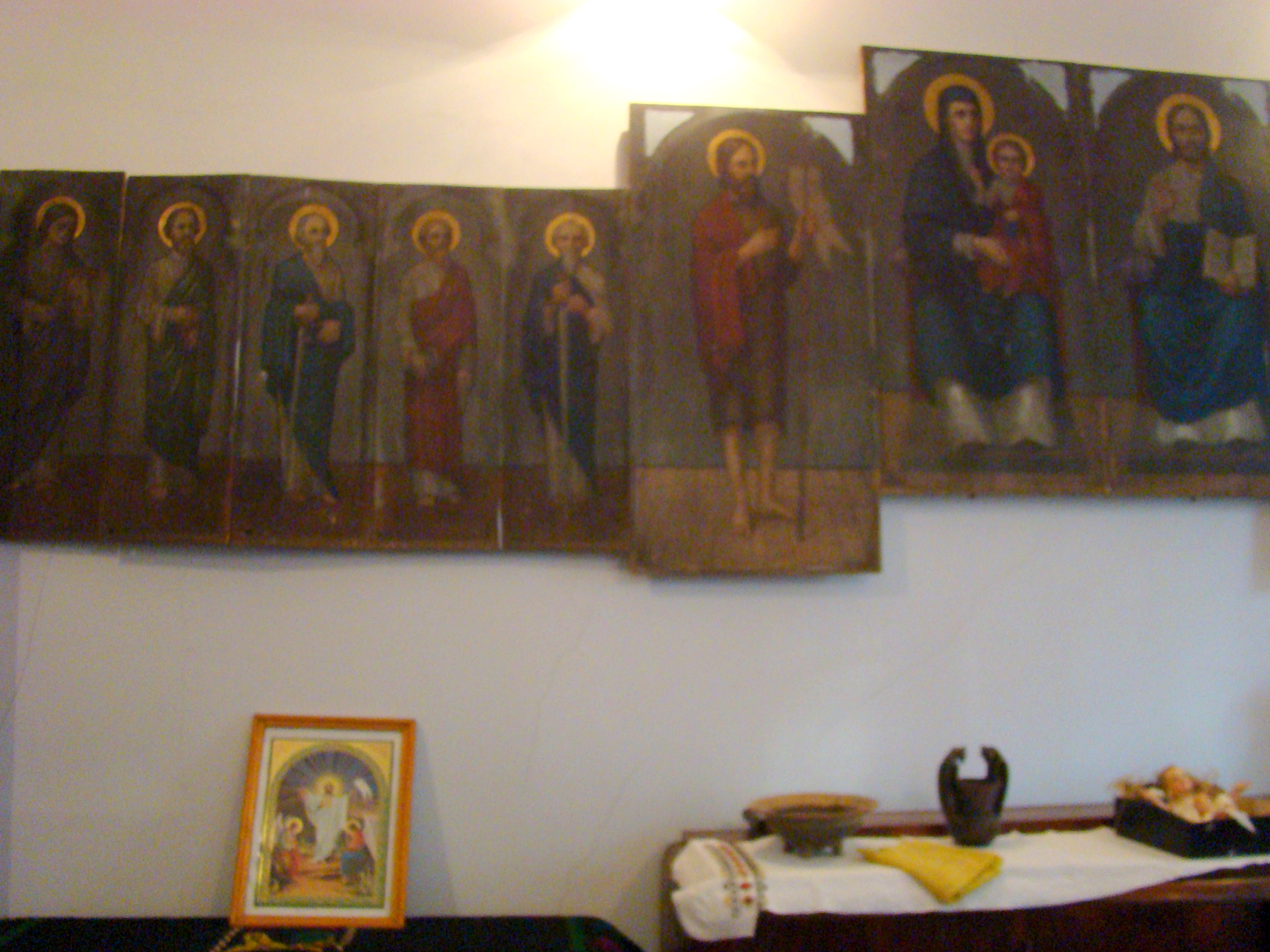
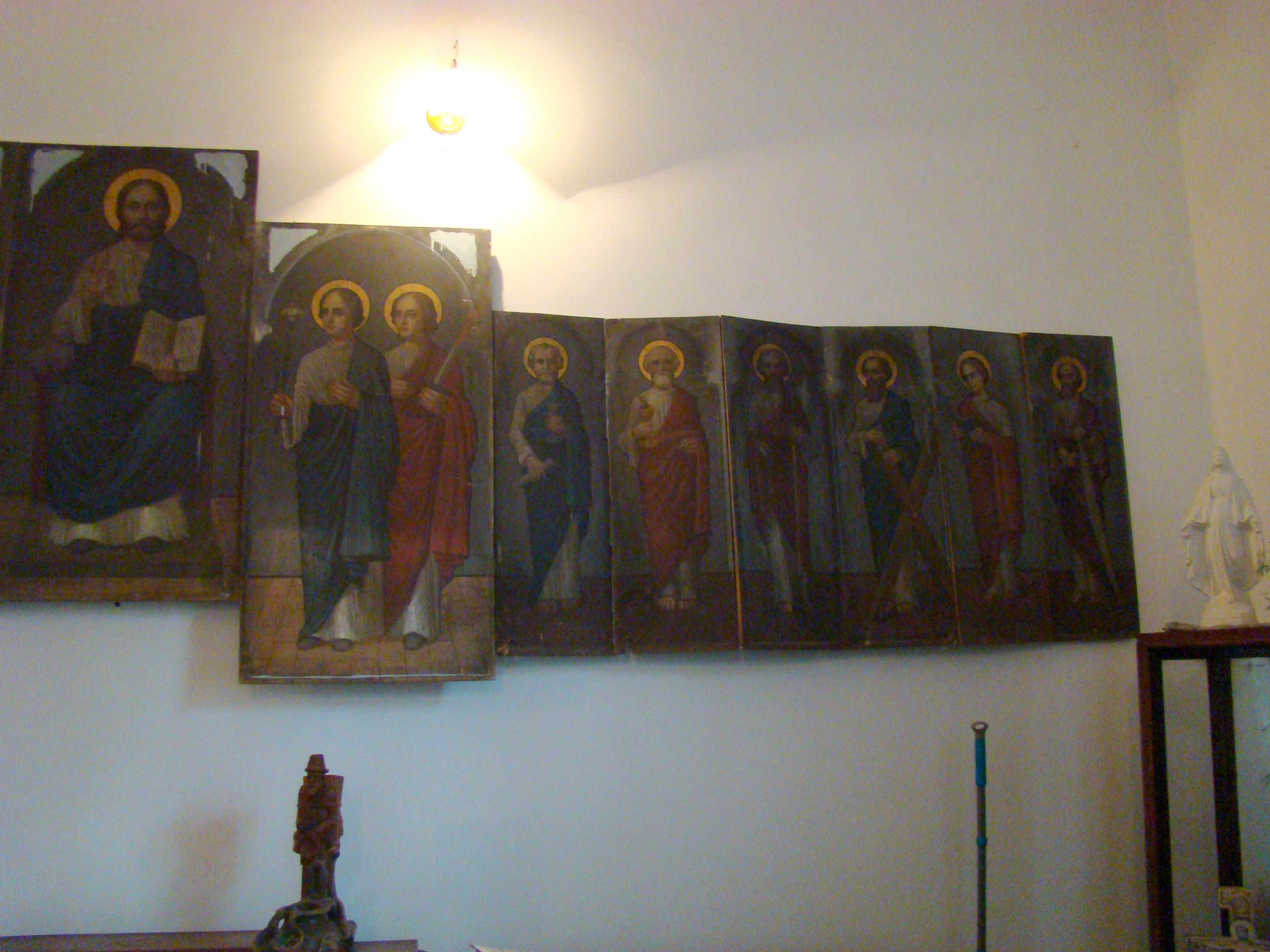
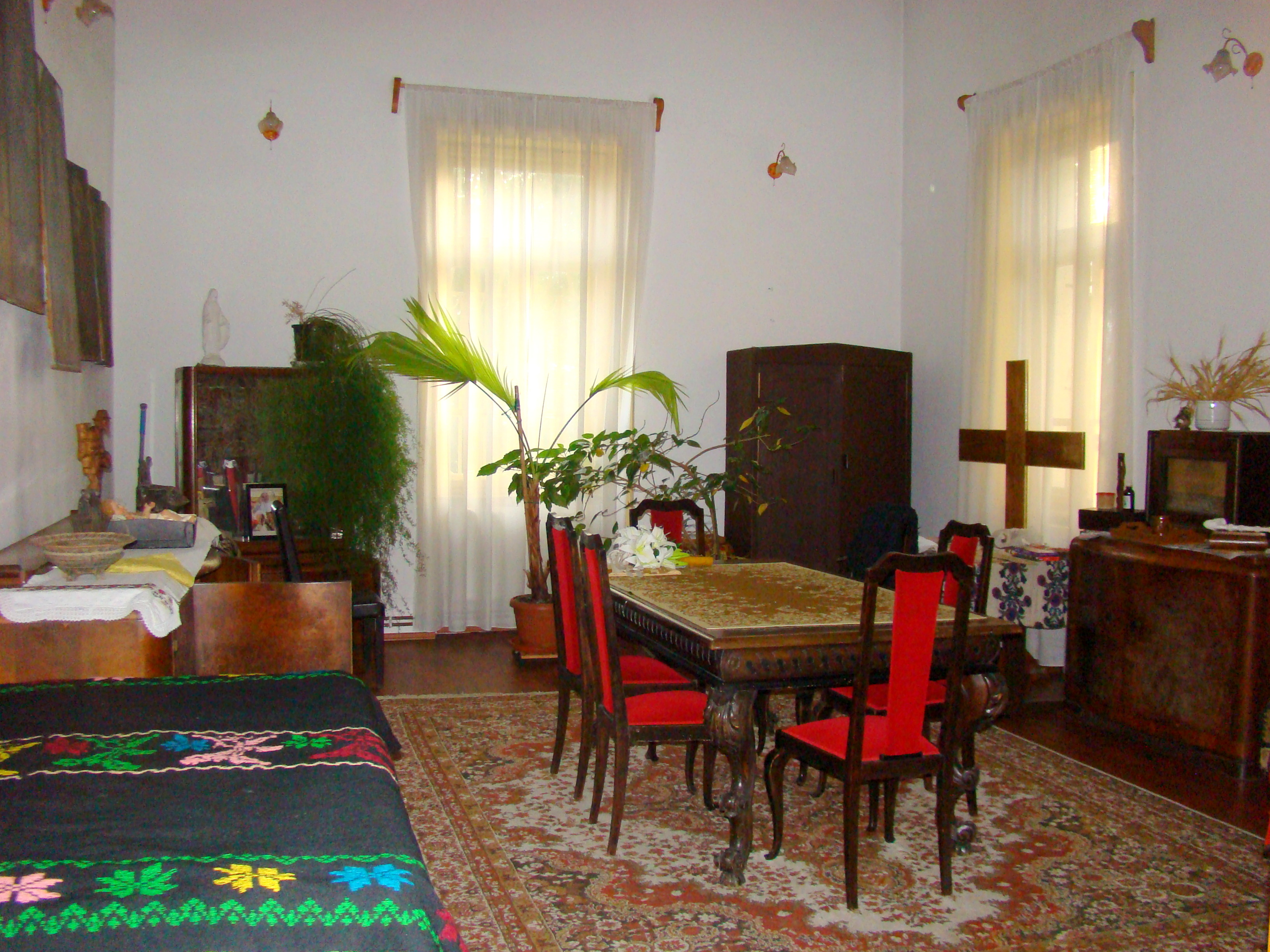
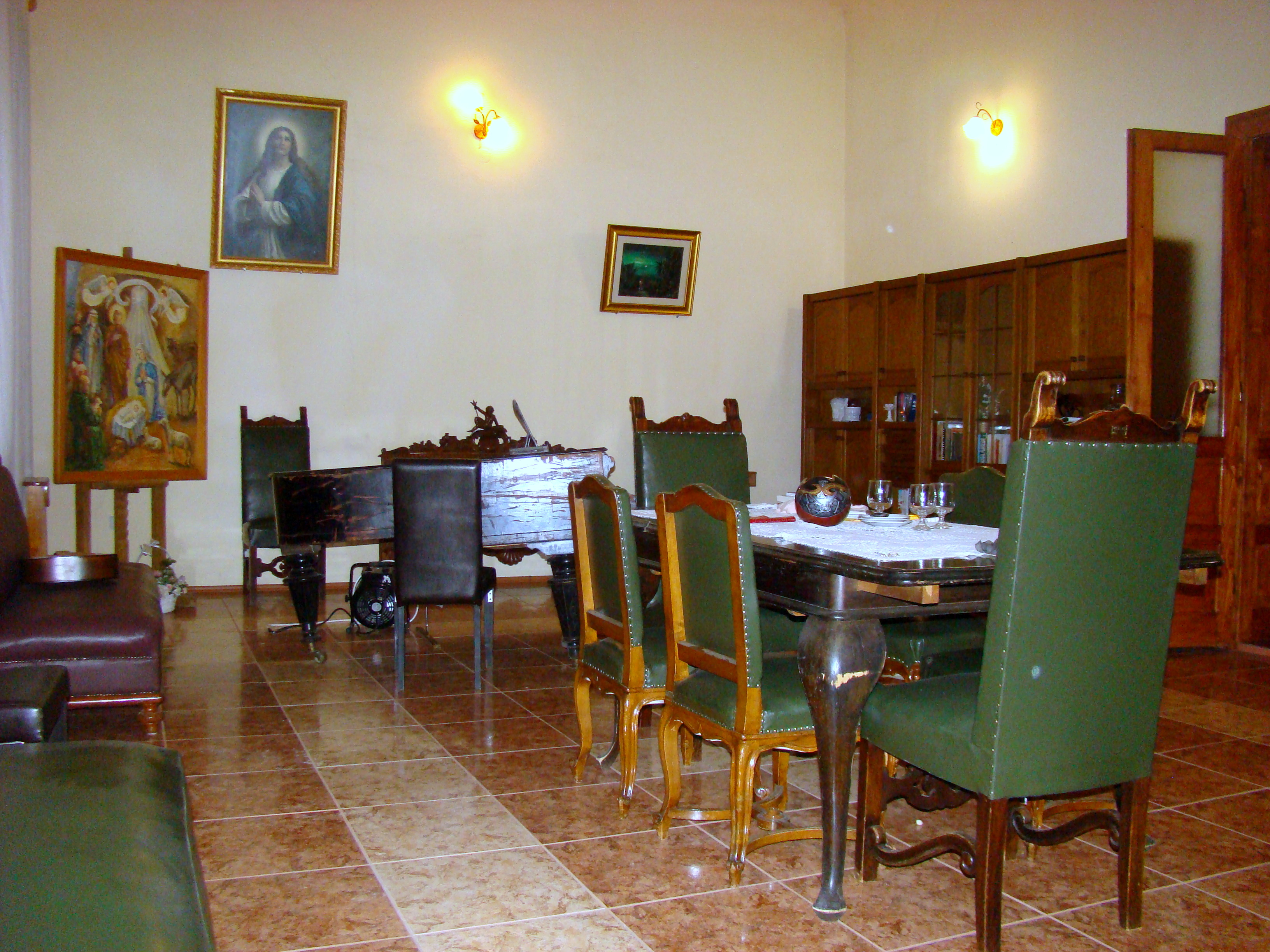
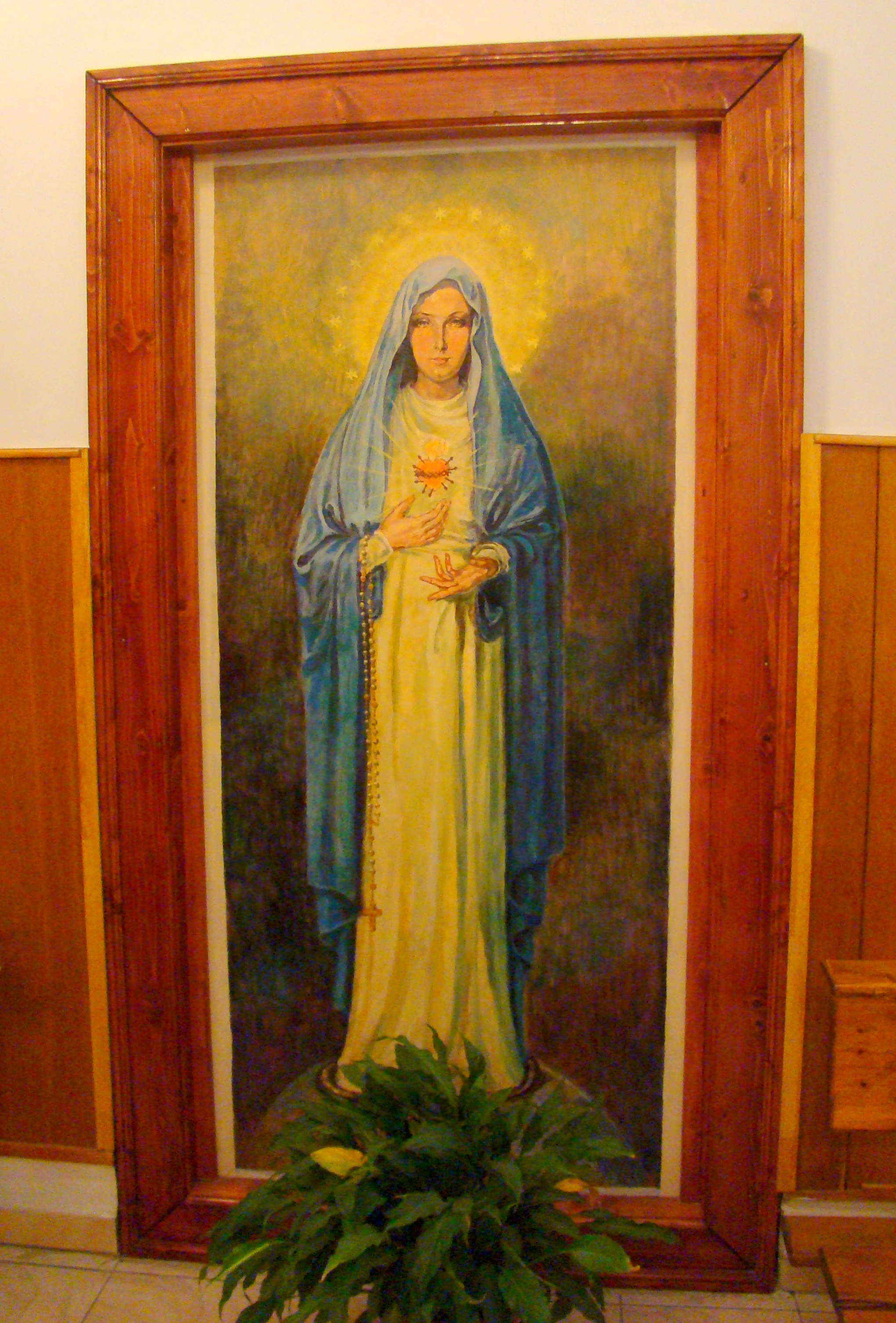
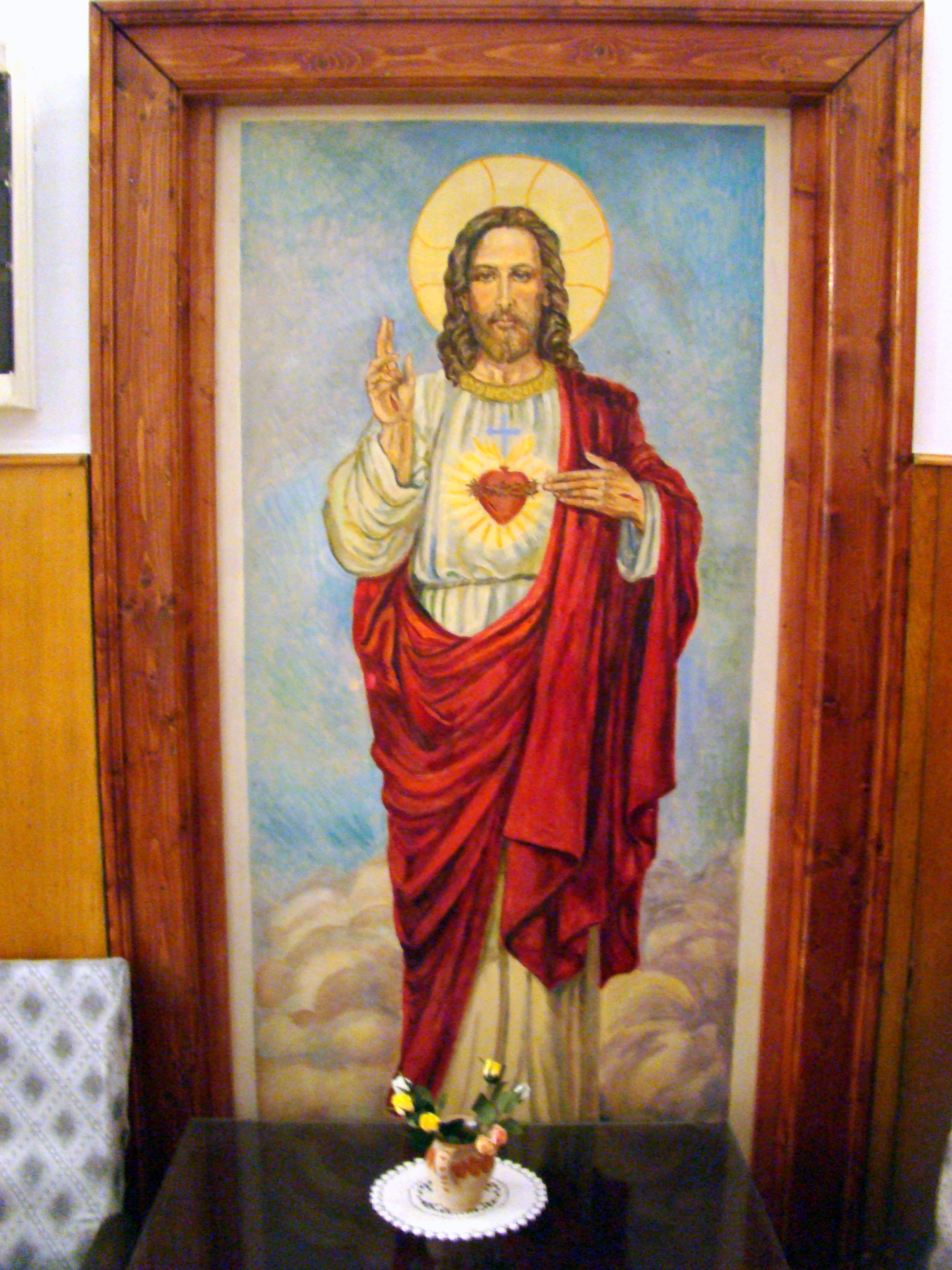
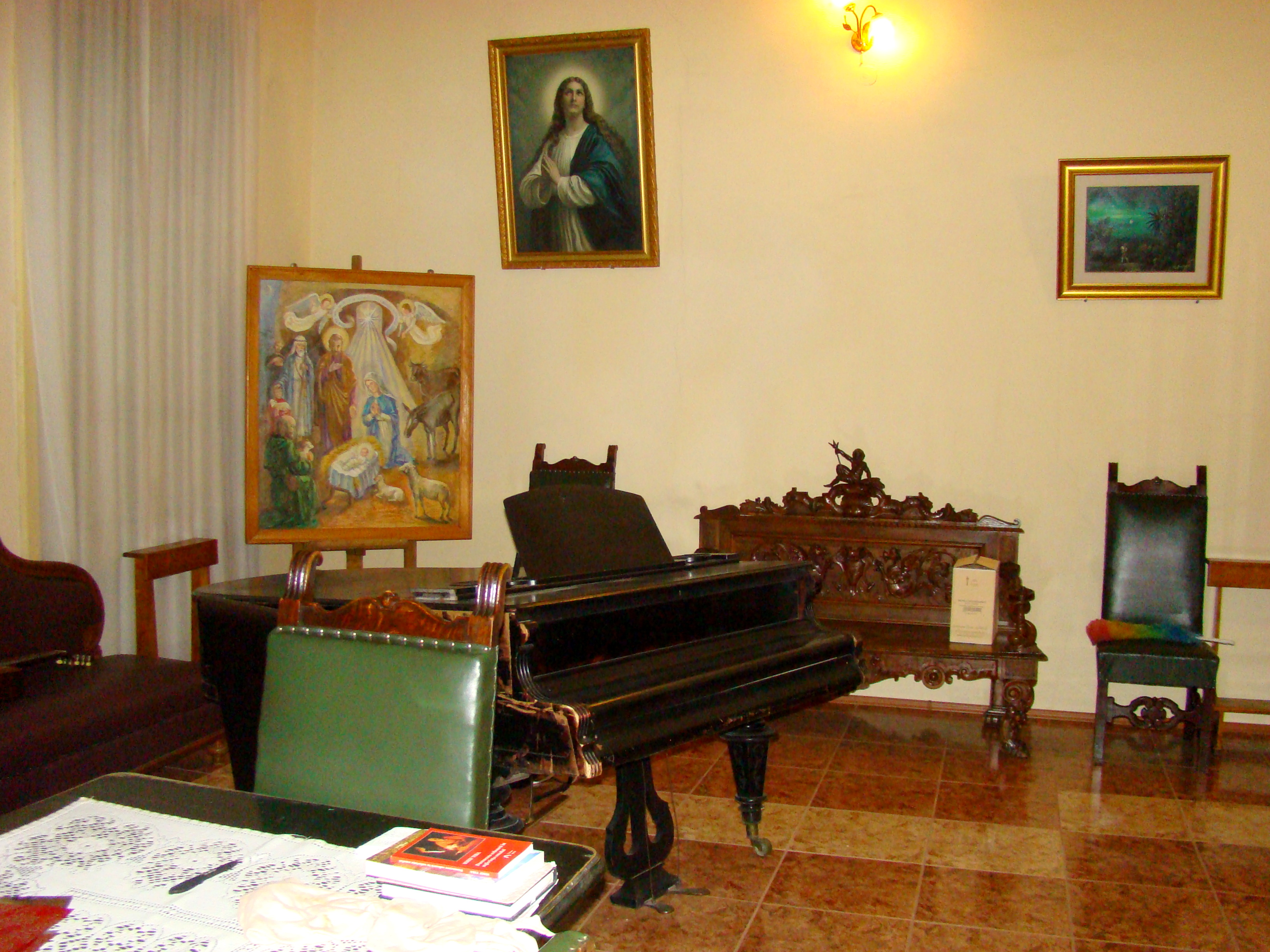
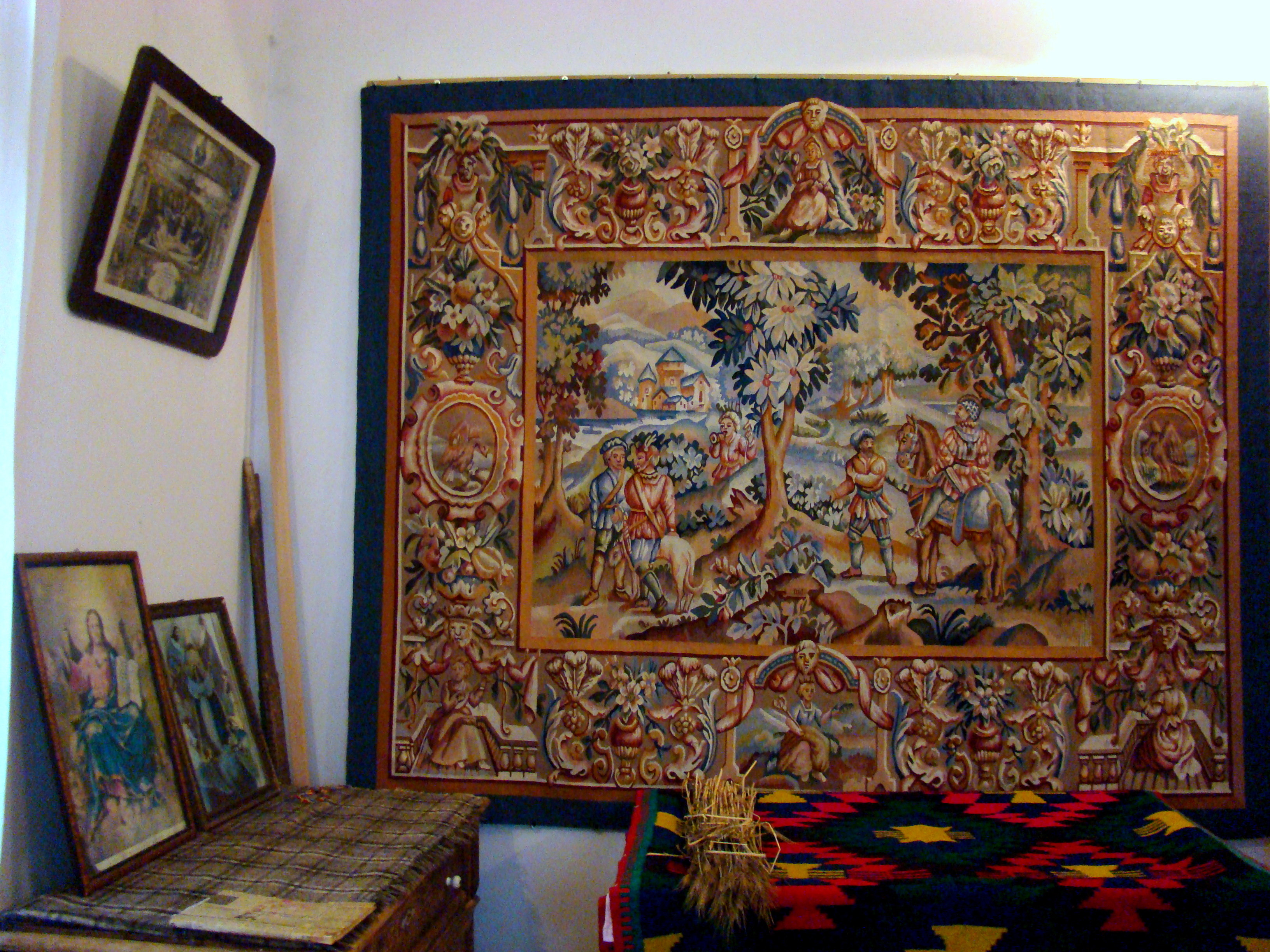
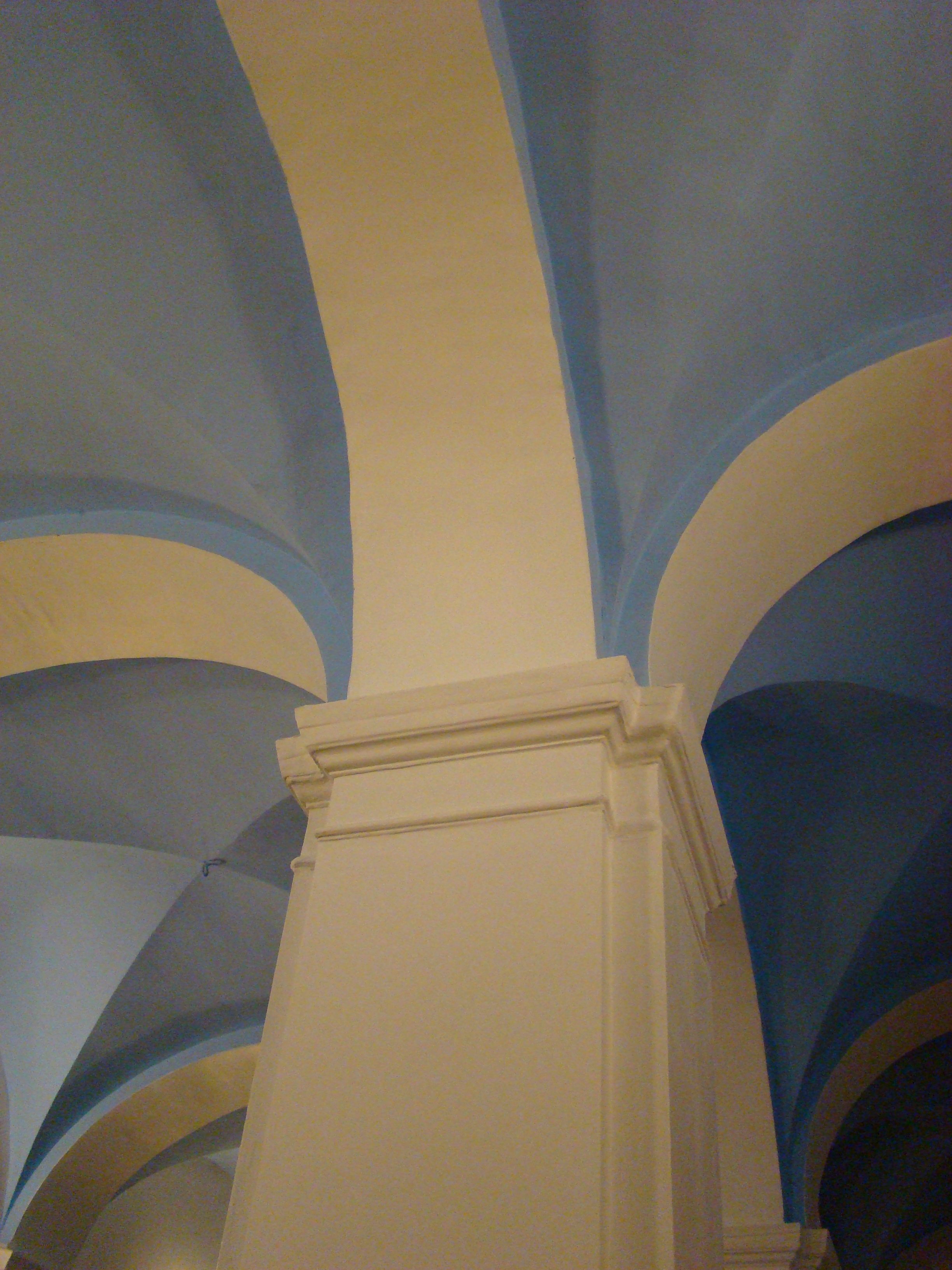
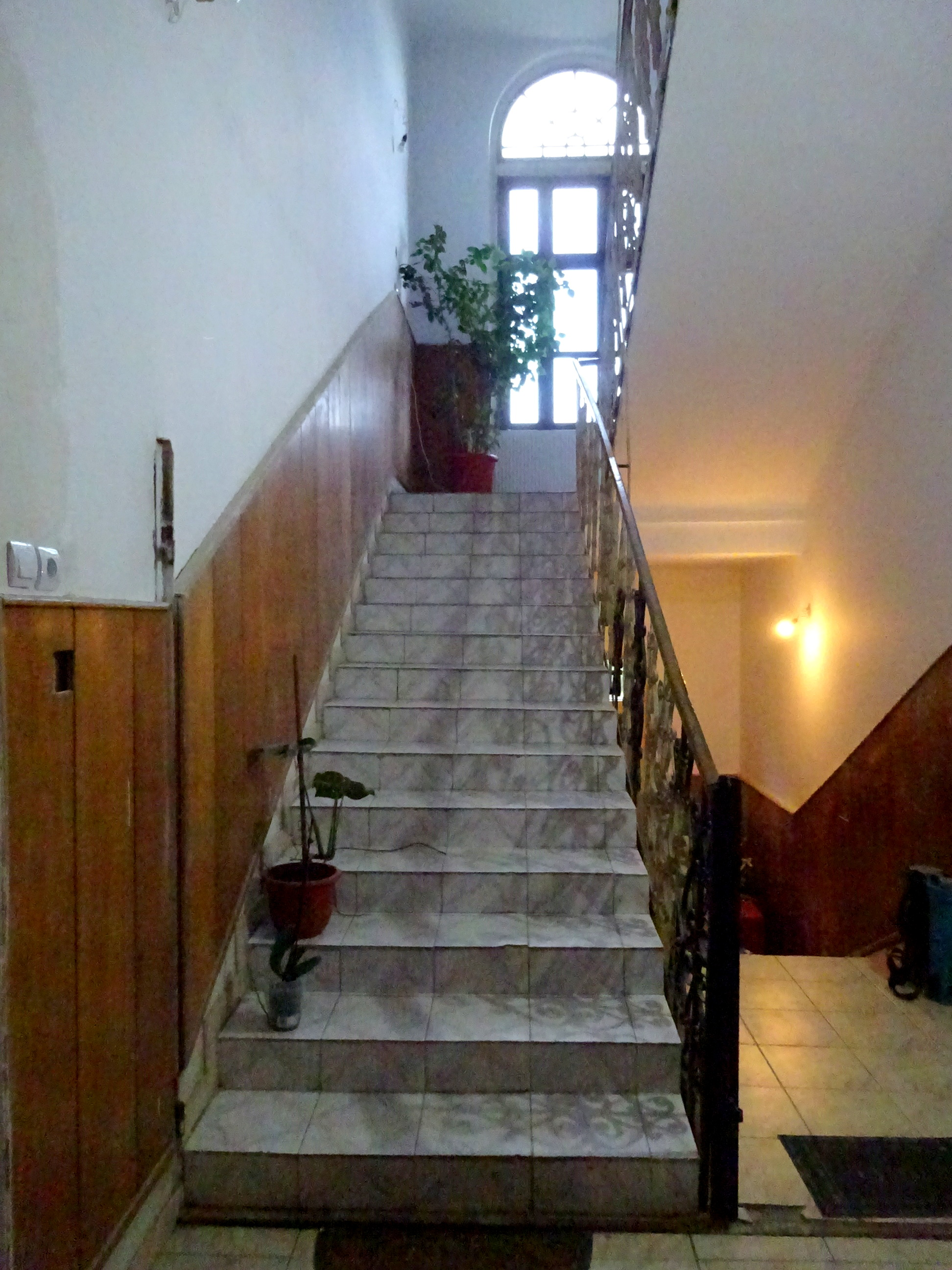
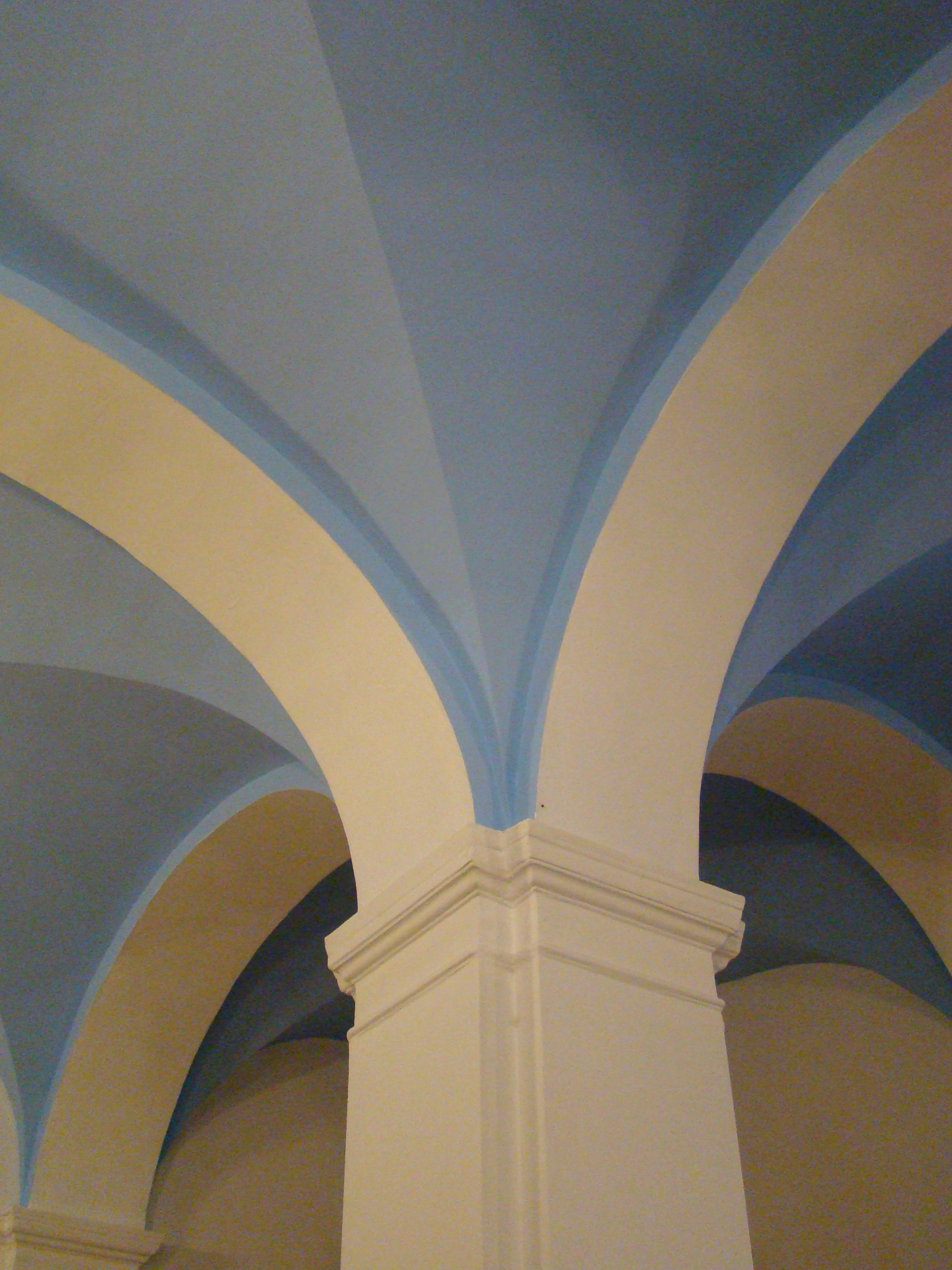